# Episodi di Ken il guerriero

Il protagonista Kenshiro nel primo episodio

Questa è la lista degli episodi di Ken il guerriero, serie televisiva anime realizzata da Toei Animation e basata sul manga omonimo scritto da Buronson e disegnato da Tetsuo Hara. La prima serie comprende 109 episodi e copre gli eventi della prima parte del manga fino allo scontro finale tra Kenshiro e Raoul. L'edizione italiana è stata mandata in onda per la prima volta su televisioni locali nel corso del 1987 e del 1988.
| Nº                      | Titolo italiano Giapponese 「Kanji」 - Rōmaji - Traduzione letterale | In onda           | In onda |
| Nº                      | Titolo italiano Giapponese 「Kanji」 - Rōmaji - Traduzione letterale | Giapponese        |         |
| Capitolo 1 (22 episodi) | |                   |         |
| 1                       | Sotto il segno dell'Orsa Maggiore 「神か悪魔か!? 地獄にあらわれた最強の男」 - Kami ka Akuma ka!? Jigoku ni arawareta saikyō no otoko – "È un dio oppure un demone? Nell'inferno appare l'uomo più forte del mondo" | 11 ottobre 1984   |         |
| 1                       | In un mondo sconvolto dalla guerra nucleare, il giovane ladruncolo Bart e la piccola Lynn incontrano il misterioso Kenshiro, giunto nel loro villaggio assai malridotto. Viene soccorso, ma messo in galera. Qui Kenshiro approfondisce la conoscenza dei due bambini. Lynn è una bambina molto dolce e sensibile che è diventata muta dopo aver visto i suoi genitori venire uccisi di fronte a lei. Ma grazie alle sue conoscenze dell'arte di Hokuto, Kenshiro riesce a guarirla. In seguito grazie alla propria capacità di concentrazione, Kenshiro riesce a forzare le sbarre della prigione e affronta il crudele Zeta, leader di una banda di motociclisti, che stanno attaccando il villaggio. Usando la tecnica dei Cento Pugni Distruttivi di Hokuto (北斗百裂拳?, Hokuto Hyakuretsuken), sconfigge Zeta e libera Lynn, presa in ostaggio. Accompagnato da Bart, Ken si rimette in cammino. |                   |         |
| 2                       | Fante di Picche 「必殺残悔拳!! 不毛の荒野に明日をみた!!」 - Hissatsu Zankaiken!! Fumō no Kōya ni ashita o mita!! – "Colpo del pentimento! Nella terra arida ho visto il futuro!!" | 18 ottobre 1984   |         |
| 2                       | Kenshiro e Bart soccorrono nel deserto il vecchio Smith, assalito da dei predoni e derubato di un sacchetto di riso, che con tanta cura il vecchio paesano si era procurato per poter sfamare il proprio villaggio. Bart si intrufola allora nel covo dei predoni, comandati dal Fante di Picche, e con astuzia sottrae loro il riso e lo consegna nuovamente al vecchio Smith, il quale, per ricambiare, invita sia lui che Ken nel proprio villaggio. Ma il Fante di Picche ha seguito Bart e così attacca il villaggio con i suoi uomini. Smith tenta di salvare ancora il riso, ma viene brutalmente ucciso. Ken allora, furioso, attacca tutti i predoni, eliminandoli, e alla fine fronteggia il Fante di Picche, sconfiggendolo con il colpo della pressione alle tempie (Colpo del Rimorso di Hokuto (北斗残悔拳?, Hokuto Zankai Ken)), lasciandogli sette secondi di vita per pentirsi prima di morire. Dopo aver vendicato Smith, Kenshiro sparge il riso sulla sua tomba, confidando che cresca come voleva il vecchio paesano. |                   |         |
| 3                       | L'artiglio 「光なき街に孤拳が燃えた! 爆殺五指烈弾」 - Hikari-naki machi ni koken ga moeta! Bakusatsu Goshi Retsudan – "Nella città senza luce è brillato un colpo solitario! L'attacco esplosivo delle cinque dita" | 25 ottobre 1984   |         |
| 3                       | Si scopre che il Fante di Picche era al servizio di un misterioso individuo che può contare sull'aiuto di altri tre fanti corrispondenti ai simboli delle carte da gioco. Infatti, successivamente, Ken e Bart si imbattono nel Fante di Quadri, un grosso guerriero truccato da clown che combatte utilizzando un lungo bastone di ferro con la tecnica del Bōjutsu (棒術?, Bōjutsu). Mentre tormenta un paesano obbligandolo a cercare di colpire con una freccia un barattolo posto sulla testa del proprio figlio, viene affrontato da Ken e sconfitto col Pugno Spezza Faccia (交首破顔拳?, Kōshu Hagan Ken). Inoltre, si viene a scoprire che Lynn è stata fatta prigioniera in una città dove vengono portati gli schiavi a lavorare, comandata da Artiglio, il Fante di Fiori, che combatte utilizzando lunghi artigli metallici coi quali si diverte ad uccidere gli schiavi che hanno tentato di scappare. Viene affrontato da Kenshiro all'interno di una gabbia metallica dove, prima gli spezza le mani, poi lo colpisce Punto Segreto Meimon (命門? detto il "Cancello della Vita"), causandogli la contrazione spasmodica dei muscoli della schiena, fino a rompergli la spina dorsale. |                   |         |
| 4                       | Il gigante 「ブラッディクロスを撃て!! 秘拳・柔破斬」 - Braddi Kurosu o ute!! Hiken Jūhazan – "Sparate contro la croce di sangue!! Colpo segreto. La distruzione soave" | 1º novembre 1984  |         |
| 4                       | Ken aiuta Lynn a liberare anche gli altri schiavi del villaggio che erano stati imprigionati insieme a lei, ma proprio quando tutto sembra essere risolto, il terribile gigante Heart, il Fante di Cuori, attacca con i suoi uomini ed elimina tutti i prigionieri liberati. Ken, furioso, affronta Heart, ma egli dichiara che solo il Re è in grado di batterlo con la sua tecnica di Nanto. Inizialmente, anche la tecnica di Hokuto di Kenshiro non ha effetto su di lui, perché i punti di pressione sono coperti dalla mole di grasso. Kenshiro cambia tattica, assalendo Heart con il Colpo di Hokuto che Distrugge le Parti Molli (北斗柔破斬?, Hokuto Jūha Zan) e finendolo con un potente pugno. Ken intuisce così che il Re citato da Heart altri non è che Shin, suo vecchio amico e rivale. |                   |         |
| 5                       | Ritorno dall'inferno 「地獄に咲くか愛の炎・おまえはもう死んでいる!!」 - Jigoku ni saku ka ai no honō. Omae wa mō shindeiru!! – "Arde all'inferno il fuoco dell'amore? Tu sei già morto!" | 8 novembre 1984   |         |
| 5                       | Viene rivelato in un lungo flashback il passato di Ken: Shin, maestro della Scuola dell'Aquila Solitaria di Nanto, è innamorato di Julia, che però è fidanzata con Kenshiro; intenzionato ad averla, affronta il rivale e riesce quasi ad ucciderlo, procurandogli comunque sette cicatrici sul torace, che assomigliano alla costellazione dell'Orsa Maggiore, protettrice della scuola di Hokuto, che diventeranno il suo segno particolare; Julia si offre di andare a vivere con Shin, purché non uccida Kenshiro. Adesso Ken, furioso, riesce a trovare il nascondiglio di Shin e cerca di entrarvi per salvare Julia, ma è troppo tardi: il rivale di Nanto ha abbandonato il suo covo per dirigersi, insieme alla bella fidanzata di Ken, verso la Croce del Sud. |                   |         |
| 6                       | Berretti rossi 「悪魔の手配書 七つの傷の男を狙え!」 - Akuma no tehaisho. Nanatsu no kizu no otoko o nerae! – "Messaggio dall'inferno. Inseguite l'uomo dalle sette stelle!" | 15 novembre 1984  |         |
| 6                       | Ken, Bart e Lynn arrivano in un villaggio dove tutti vengono terrorizzati dai temibili berretti rossi, una divisione al servizio dell'Armata di Dio. Si imbattono così in una squadriglia incaricata di riscuotere il pizzo presso la popolazione. Ken affronta e sconfigge il reparto, uccidendone il Capitano, che combatte con il nunchaku, e il Maggiore, che usa invece una frusta. |                   |         |
| 7                       | L'armata di Dio 「悪党ども! 死への秒よみやってみるかい」 - Akutō domo! Shi e no Byōyomi yatte miru kai – "Essere malvagio!! Vuoi provare a contare i secondi che ti separano dalla morte?" | 22 novembre 1984  |         |
| 7                       | Il Capitano della Squadra di Ricerca viene incaricato di scovare Kenshiro e, non trovandolo, inizia ad uccidere la cittadinanza nel tentativo di spingerlo a presentarsi al suo cospetto. Combatte con un fioretto e un pugnale, viene ucciso da un Colpo del Rimorso di Hokuto (北斗残悔拳?, Hokuto Zankai Ken) di Kenshiro. Ken decide allora di farsi catturare per giungere al cospetto del capo, affidando Bart e Lynn all'irriverente barista Johnny. Una volta dentro la base, Ken affronta il Sergente Mad, guerriero che utilizza pugnali intinti nel veleno di scorpione. Dopo avergli estorto il nascondiglio del Colonnello, viene eliminato. |                   |         |
| 8                       | Il colonnello 「経絡秘孔を突け! 悪党どもに鎮魂歌はない」 - Keiraku Hikō o tsuke! Akutō domo ni chinkonka wa nai – "Colpisci i miei punti segreti di pressione! Non c'è inno funebre per i malvagi" | 29 novembre 1984  |         |
| 8                       | Ken elimina uno ad uno tutti i soldati che incontra lungo il tragitto verso il Colonnello, fino ad arrivare all'ultimo reparto, quello delle guardie del corpo, comandate dal gigantesco Baccam. Ken le sconfigge con poche difficoltà e infine irrompe nella stanza del Colonnello, che utilizza uno stile di combattimento che rientra tra le tecniche Nanto e prende il nome di Pugno Silenzioso di Nanto (南斗無音拳?, Nanto Muon Ken). Inizialmente riesce a mettere in difficoltà Kenshiro che, prima ne neutralizza i boomerang con la Danza del Vuoto Assoluto (空極流舞?, Kūkyoku Ryūbu), poi lo priva completamente della vista mediante la pressione del punto di pressione Domei (瞳明?, Dōmei) e infine lo finisce con il colpo dell'implosione (Colpo della Distruzione Ossea di Hokuto (北斗壊骨拳?, Hokuto Kaikotsu Ken)). |                   |         |
| 9                       | La montagna magica 「悪党ども! 死ぬ前に祈りをすませろ!!」 - Akutō domo! Shinumae ni inori o sumasero!! – "Essere malvagio! Termina le tue preghiere prima che sopraggiunga la morte" | 6 dicembre 1984   |         |
| 9                       | Nel corso del loro cammino, Ken, Lynn e Bart giungono in una regione dove Pattler, una temibile signorotta locale che vive in cima ad una montagna, approfitta del controllo di un lago, unica risorsa idrica degli abitanti, per rapire giovani dai villaggi e rivenderli come schiavi. Ken cerca di aiutare i paesani affrontando Pattler e i suoi uomini, i terribili guerrieri volanti, dotati di un'agilità fuori dal comune che li fa assomigliare ad uccelli. |                   |         |
| 10                      | L'uomo di fuoco 「烈火逆流拳! 死すべき奴が多すぎる!!」 - Rekka Gyakuryūken! Shisubeki Yatsura ga Ōsugiru!! – "Colpo di ritorno del fuoco! Ci sono troppe persone che devono morire!!" | 13 dicembre 1984  |         |
| 10                      | Inseguendo Pattler, Kenshiro fa la conoscenza dell'Uomo di Fuoco, un mercante di schiavi al servizio di Shin che combatte con usando il Colpo del Drago Divino del Sud (南斗龍神拳?, Nanto Ryujin Ken), sputando fiamme dalla bocca. Dopo aver accidentalmente ucciso proprio la sua compagna, viene ucciso da Kenshiro, che lo fa esplodere premendogli il Punto Segreto Zenha (喘破?) che gli impedisce di respirare e quindi di emettere ancora il suo fiato fiammeggiante. Gli schiavi vengono liberati e i giovani possono ritornare finalmente a casa. |                   |         |
| 11                      | I guerrieri 「悪党ども!! 地獄のブルースを聞け!!」 - Akutō domo!! Jigoku no Burūsu o kike!! – "Essere malvagio! Ascolta il blues dell'inferno!!" | 20 dicembre 1984  |         |
| 11                      | Ken, Bart e Lynn si imbattono in Taki, un piccolo orfano di sette anni allevato dalla vecchia Toyo come Bart, di cui quindi è come se fosse il fratello minore. Dopo aver condotto i tre al suo villaggio, nella notte esce insieme a Bart di nascosto per andare a rubare dell'acqua per Toyo da un villaggio vicino; i due vengono attaccati da alcuni componenti dei Guerrieri, terribili predoni capeggiati da Sciacallo. Kenshiro arriva in tempo per salvare i due, ma il villaggio è sotto attacco. La vecchia Toyo perde la vita nel tentativo di salvare uno dei bambini. Questo suscita la rabbia di Kenshiro, ora intenzionato a vendicarsi eliminando Sciacallo e tutto il resto della sua banda. |                   |         |
| 12                      | L'inseguimento 「俺は死神!! 地獄の果まで追いつめてやる!!」 - Ore wa Shinigami!! Jigoku no Hatemade Oitsumete yaru!! – "Io sono il dio della morte! Ti inseguirò fino ai confini dell'Inferno!!" | 10 gennaio 1985   |         |
| 12                      | Kenshiro, lasciati Bart e Lynn, si dirige alla ricerca di Sciacallo e i Guerrieri, per vendicare la morte della vecchia Toyo. Inizia così ad ucciderli uno per uno, via via che li incontra lungo la sua strada. Sciacallo, terrorizzato, si tranquillizza quando si accorge che può contare su Fox, uno dei suoi guerrieri più forti e fidati che combatte fingendosi morto o incosciente per poi saltare e colpire con le sue falci retrattili i malcapitati che si avvicinano utilizzando il Colpo della Lama che Salta (跳刃地背拳?, Chōtō Chihai Ken). Il trucco non funziona con Kenshiro che lo costringe, mediante la pressione del Punto Segreto Shin'ichi (新一?), a rivelargli la posizione del quartier generale di Sciacallo. Hawk, uno dei guerrieri, organizza una rivolta contro il loro capo, sostenendo che se la testa di Sciacallo verrà consegnata all'Uomo dalle Sette Stelle, questi smetterà di dar loro la caccia. Sciacallo, allora, tradito dai suoi uomini, si sbarazza di loro con la dinamite e tenta la fuga, ma incappa proprio in Kenshiro. Viene salvato però da Jolly, braccio destro di Shin. |                   |         |
| 13                      | Un colpo micidiale 「羅漢仁王拳! 動きだしたらもう止まらない!!」 - Rakan Niō Ken! Ugoki dashitara mō tomara nai!! – "Colpo della verità divina! Se cominci a muoverti non riuscirai più a fermarti!!" | 17 gennaio 1985   |         |
| 13                      | Jolly suggerisce a Sciacallo di liberare il temibile Figlio del Diavolo, un gigante mostruoso che si dice abbia ucciso settecento persone e per questo sia stato giustiziato tredici volte, sempre senza risultato, e infine condannato a duecento anni di carcere nella cella sotterranea della prigione di Villany. Sciacallo, pur terrorizzato, lo libera convincendolo di essere suo fratello ed aizzandolo contro Kenshiro. Inizialmente, la forza del mostro mette in seria difficoltà l'Uomo dalle Sette Stelle che però reagisce, ricorrendo ad una tecnica che rende il suo corpo duro come l'acciaio e quindi insensibile ai pur potentissimi colpi del gigante. Una volta eliminato sia lui che anche un inerte Sciacallo, Ken torna al villaggio e si riunisce a Bart e Lynn. |                   |         |
| 14                      | Un uomo giusto 「不幸な時代だ! 善人ほど早死にする!!」 - Fukō na Jidai da! Zen'ninhodo hayaji ni suru!! – "È un'epoca infelice! Più sei giusto e prima muori!!" | 24 gennaio 1985   |         |
| 14                      | Ken, Bart e Lynn arrivano in un villaggio ricco e fiorente, dove incontrano il dottor Dulan, un ex assassino della banda di Dante che tuttavia ha deciso di redimersi diventando il dottore del villaggio. Ricattato dal suo ex capo, con la minaccia della morte dei bambini a lui cari del villaggio, cerca senza convinzione di uccidere Kenshiro. Sacrifica la sua vita nel tentativo di salvare una ragazzina del villaggio presa in ostaggio da Dante e i suoi scagnozzi dopo il fallimento del tentativo di assassinio di Ken, il quale, venuto a conoscenza della verità, sgomina senza pietà Dante e la sua banda. |                   |         |
| 15                      | Il villaggio degli zombi 「３つ数えてみろ! 死ぬのはお前だ!!」 - Santsu Kazoetemiro! Shinu no wa omae da!! – "Ti insegnerò tre cose! Sarai tu a morire!!" | 31 gennaio 1985   |         |
| 15                      | Ken, Bart e Lynn si imbattono in un gruppo di predoni che hanno preso prigioniera una ragazza, Karen. Salvatala, Ken e i suoi amici la riaccompagnano al villaggio, dove scoprono che un temibile stregone, Zaria, utilizza una tecnica d'ipnosi che sfrutta il suono di una grande campana per controllare gli abitanti del villaggio. Zaria aizza quindi Karen e gli altri paesani contro Kenshiro, il quale fugge per non affrontarli e si dirige nel castello dello stregone, eliminandolo con i Cento Pugni Distruttivi di Hokuto (北斗百裂拳?, Hokuto Hyakuretsu Ken). Grazie a Ken, il villaggio è salvo e libero dall'ipnosi. |                   |         |
| 16                      | Serpenti e scorpioni 「悪党ども歌ってみるか! 地獄の数え唄!!」 - Akutō domo utatte miru ka! Jigoku no kazoe uta!! – "Essere malvagio, prova a contare! La canzone che insegna l'Inferno!!" | 7 febbraio 1985   |         |
| 16                      | Jolly ordina a Junk e Barone, due manigoldi a capo di due bande di teppisti motorizzati, rispettivamente i Serpenti e gli Scorpioni, sempre in lotta tra loro ma entrambe al servizio di Shin, di trovare e uccidere Kenshiro. Entrambi però cercano di portarlo dalla propria parte in modo da sconfiggere la banda rivale, e così Ken, dopo aver sgominato tutti i loro uomini, li obbliga ad abbracciarsi a vicenda fino alla morte. |                   |         |
| 17                      | L'adunata 「戦えばこそ男! 対決の門は遂に開かれた!」 - Tatakaeba koso otoko! Taiketsu no mon wa tsui ni hirakareta! – "Se sei un uomo combatti!! Il cancello del confronto è stato aperto completamente!!" | 14 febbraio 1985  |         |
| 17                      | Shin ripensa a tutti i suoi uomini eliminati fino ad ora da Kenshiro e fa quindi riunire tutti i suoi soldati per sferrare un attacco generale. Intanto Julia racconta a Saki, la sua dama di compagnia, come Shin l'ha rapita allontanandola dall'amato Kenshiro. |                   |         |
| 18                      | Attacco generale 「生か死か!? 荒野の果ては地獄の一丁目!!」 - Sei ka shi ka!? Kōya no hate wa jigoku no ichōme!! – "Vita o morte? Sulla terra arida c'è una parte d'Inferno!!" | 21 febbraio 1985  |         |
| 18                      | Ken, Bart e Lynn incontrano Jennifer, una bionda e spericolata motociclista che vive in uno sperduto villaggio in mezzo al deserto, frequente obiettivo delle incursioni dei soldati di Shin. Insieme affrontano i più temibili guerrieri inviati da Shin per un attacco generale contro Ken, come il terribile Lupo, capitano delle Truppe d'Assalto che cerca di uccidere Kenshiro prima usando dei bulldozer, poi un lanciafiamme, e il feroce Golas, comandante della Gang del Tuono che cerca di uccidere Kenshiro prendendo in ostaggio Bart e Lynn ed usando un carro armato. Nel frattempo Julia, aiutata da Saki, tenta la fuga, ma Shin le scopre prima che possano lasciare la Croce del Sud. |                   |         |
| 19                      | Il sacrificio 「悪党ども! 死への片道切符を用意しろ!!」 - Akutō domo! Shi e no katamichikippu o yōishiro!! – "Essere malvagio! Eccoti un biglietto di sola andata per l'Inferno!!" | 28 febbraio 1985  |         |
| 19                      | Temujin, fratello maggiore di Saki, dopo esser stato frustato al posto della sorella come punizione per aver tentato di scappare, fugge dalla Croce del Sud per cercare Kenshiro. Intanto, l'Uomo dalle Sette Stelle, insieme a Bart, Lynn e Jennifer, affronta ed elimina Mahari, comandante del corpo degli Avvoltoi dell'esercito di Shin, una squadriglia di elicotteri granatieri, e Garenki, comandante di una parte delle truppe dell'esercito che si fa lanciare da un cannone per piombare sul nemico brandendo una lama. Dopo la battaglia, sopraggiunge Temujin, stremato, che rivela a Ken l'ubicazione della città di Shin, ovvero l'Occhio del Diavolo, nelle Verdi Terre. Dopodiché, il giovane muore. |                   |         |
| 20                      | La Croce del Sud 「悪夢の総力戦! 俺の拳は100万ボルト!!」 - Akumu no sōryokusen! Ore no kobushi wa hyaku-man boruto!! – "Battaglia da incubo combattuta con tutte le forze! Il mio pugno è una scarica da un milione di volt!!" | 7 marzo 1985      |         |
| 20                      | Ken e i suoi amici si dirigono verso la Croce del Sud, accompagnati da Jennifer. Durante il tragitto però, si imbattono in Haddler e le sue truppe super corazzate, e successivamente in Toda, al comando della truppa di artiglieria pesante dell'esercito di Shin, che combatte usando residuati bellici della guerra mondiale, tra i quali un treno su cui sono montati i potentissimi Cannoni Nanto (南斗列車砲?, Nanto Retsha Hō), ed una corazzata arenata in mezzo al deserto. Durante la battaglia, Jennifer perde la vita e Kenshiro rimane coinvolto nell'esplosione della corazzata. |                   |         |
| 21                      | Il complotto 「魔宮炎上! シン! お前まであと一歩だ!!」 - Makyū enjō! Shin! Omae made ato ippo da!! – "Tempio di fuoco del demone! Shin! Manca solo un passo per arrivare da te!" | 14 marzo 1985     |         |
| 21                      | Kenshiro è ritenuto morto e Shin può finalmente vivere con la sua Julia nella città da lui costruita per lei, la Croce del Sud. Ma il generale Balkom, potente e astuto uomo di Shin, specializzato nella tecnica dell'indurimento del corpo tramite la respirazione e nel cosiddetto Colpo dello spettro (幻幽拳?, Genyu Ken), deluso dalla fissazione di Shin per Julia, guida una rivolta dei soldati nella città. L'unico a opporsi è Nariman, fedele a Shin, ma viene eliminato da Balkom. Il generale deve però vedersela con Shin, che lo affronta e lo elimina, ma la rivolta non si arresta e degenera nel sacco della città. Intanto Jolly, sopraggiunto nel deserto per assicurarsi della effettiva morte di Ken, scopre a sue spese che l'uomo di Hokuto è ancora vivo e subisce così il Colpo del Rimorso di Hokuto (北斗残悔拳?, Hokuto Zankai Ken) avendo due possibilità: o guidare Ken alla Croce del Sud o morire; Jolly, fedele sino in fondo, sceglie la morte. |                   |         |
| 22                      | Duello finale 「第一部完結 - ユリア永遠に・・・・ そしてシンよ!」 - Dai-ichi-bu kanketsu - Yuria towa ni.... Soshite Shin yo! – "Julia per sempre... e anche Shin!" | 21 marzo 1985     |         |
| 22                      | Mentre assiste alla distruzione della sua città, Shin mente a Julia dandole la notizia che Kenshiro è morto per mano dei suoi uomini. Questa rivelazione toglie alla donna ogni motivo per vivere e per la disperazione lei si getta dalla terrazza del Palazzo Imperiale. Poco dopo anche Kenshiro giunge alla Croce del Sud, affronta Shin e dopo un veloce combattimento lo sconfigge. Prima che Shin muoia Kenshiro viene a conoscenza della morte della donna di cui era innamorato. Alla fine, Ken si ricongiunge con Bart e Lynn e dà degna sepoltura al suo nemico, un tempo amico, Shin. |                   |         |
| Capitolo 2 (35 episodi) | |                   |         |
| 23                      | Guerra! 「第二部風雲龍虎編 俺を待つのは戦いだけなのか!!」 - Dai-ni-bu Fū-un Ryūko Hen Ore o motsu no wa tatakai dake nano ka!! – "Capitolo del vento, delle nuvole, del drago e della tigre! Possibile che ad aspettarmi ci siano solo battaglie?" | 28 marzo 1985     |         |
| 23                      | Ken, Bart e Lynn salvano due uomini dall'attacco di alcuni predoni del deserto. I due accompagnano quindi Ken e gli altri nel loro villaggio, una roccaforte controllata dall'astuta e bella Mamiya, e spiegano ai tre l'identità dei predoni, ovvero la terribile famiglia Cobra, dalla quale il villaggio deve difendersi ogni giorno. Infine, un misterioso individuo, discepolo di Nanto, fa la sua comparsa: si tratta di Rei. |                   |         |
| 24                      | L'uccello d'acqua 「南斗水鳥拳! 強すぎた男たちの悲劇が始まった!!」 - Nanto Suichōken! Tsuyogita otoko-tachi no higeki ga hajimatta!! – "Colpo dell'Uccello d'acqua di Nanto! È cominciato il dramma degli uomini troppo forti!!" | 4 aprile 1985     |         |
| 24                      | Rei è alla ricerca dell'Uomo dalle Sette Stelle, verso il quale nutre un odio profondo. Durante la sua ricerca, si imbatte nella famiglia Cobra, e l'astuto Kemada decide di usare l'uomo di Nanto per aprire una breccia nel villaggio di Mamiya. Rei, unitosi quindi alla famiglia Cobra, si intrufola nel villaggio come spia. Il piano sembra procedere bene, solo che Rei, incuriosito dalla forza di Kenshiro, decide che stare dalla parte di quei criminali non gli serve a niente e quindi si allea con Ken e Mamiya contro i Cobra. Questo suscita l'ira del capo della famiglia. |                   |         |
| 25                      | I lamponi 「罪深き者ども! その名は牙一族!」 - Tsumibukaki monodomo! Sono na wa Kiba Ichizoku! – "Esseri dalle gravi colpe! Il vostro nome è Famiglia della Zanna!!" | 11 aprile 1985    |         |
| 25                      | Il giovane fratello di Mamiya, Ko, decide di uscire dal villaggio per andare a cercare dei lamponi, di cui la sorella è ghiotta per farle un regalo il giorno del suo compleanno. Viene però catturato dai Cobra e brutalmente eliminato da Kemada sotto gli occhi di Mamiya, Ken, Rei e il resto del villaggio impotente. L'uomo di Hokuto e quello di Nanto decidono quindi di uscire dal villaggio per vendicare Ko ed eliminare i suoi assassini. I due eliminano i membri della famiglia uno per uno, fino all'ultimo, Kemada, che portava al collo il ciondolo appartenente al giovane fratello di Mamiya. Alla fine, Rei racconta a Ken la sua storia: i suoi genitori sono stati eliminati, sua sorella, Airi, è stata rapita, e il responsabile aveva sul petto sette stelle disposte in modo da formare la costellazione dell'Orsa Maggiore. |                   |         |
| 26                      | La vendetta dei Cobra 「震えて眠れ! 夜霧の谷の悪党ども!!」 - Furuete nemure! Yogiri no naka no akumōdomo!! – "Trema e dormi! Essere malvagio della Valle della Rugiada Notturna!!" | 18 aprile 1985    |         |
| 26                      | La famiglia Cobra piange la morte di Kemada e dei suoi uomini, e così il Grande Padre affida a Giballa di prendere il posto del defunto Kemada e vendicarlo eliminando Ken e Rei. Dopodiché chiede al suo fido consigliere Gogeba di cercare informazioni sui due guerrieri, chi sono, da dove vengono, chi sono i loro familiari; Gogeba riferisce al Padre di aver scoperto che Rei ha una sorella che è stata venduta come schiava a un signorotto locale. Intanto Ken, Rei e Mamiya si recano nel covo della famiglia Cobra per eliminare ogni suo membro fino all'ultimo. Vengono attaccati da Giballa e i suoi uomini, ma i tre si difendono eliminando i loro avversari. |                   |         |
| 27                      | All'inseguimento dei Cobra 「悪党だけが笑っている! こんな時代が気にいらねえ!!」 - Akudō dake ga waratteiru! Konna jidai ga ki ni iranē!! – "Solo gli esseri malvagi ridono! Quest'epoca non mi piace per niente!!" | 25 aprile 1985    |         |
| 27                      | La famiglia Cobra, disperata per la morte anche di Giballa e degli altri membri, saccheggia un villaggio vicino e trucida decine di giovani innocenti per sfogare la propria rabbia. Intanto Ken, Rei e Mamiya sono giunti nel covo dei Cobra e vengono attaccati da Madara, un mostruoso membro della famiglia dall'aspetto simile a quello di un lupo mannaro. La presenza di Kenshiro lo fa infuriare e cerca di ucciderlo utilizzando la Tecnica di Separazione del Monte Hua (華山分裂拳?, Kazan Bunretsu Ken), una tecnica basata sulla velocità di movimento e sulle immagini residue. Kenshiro prima gli paralizza le fauci agendo sul Punto Segreto Kyonai (頬肉?, Kyōnai), poi lo finisce col Colpo Rompi-Faccia di Hokuto (北斗破顔拳?, Hokuto Hagan Ken). Il Grande Padre, infuriato, utilizza il suo asso nella manica: mostra quindi a Ken, Rei e Mamiya una persona tenuta prigioniera, ovvero Airi, sorella di Rei, che dopo aver subito violenze di ogni tipo ha perso l'uso della vista. |                   |         |
| 28                      | Il combattimento 「レイ! お前の涙は俺の拳で受けてやる!!」 - Rei! Omae no namida wa ore no kobushi de uketeyaru!! – "Un fastidioso essere malvagio non ha il diritto di respirare!!" | 2 maggio 1985     |         |
| 28                      | Il Grande Padre, avendo come ostaggio Airi, attacca Ken, Rei e Mamiya che adesso non possono difendersi, ne va della vita della giovane. Con uno sporco trucco, anche Mamiya viene catturata e presa in ostaggio, così il Padre costringe Rei e Ken a combattere fra loro. Chi vincerà potrà vivere e gli ostaggi verranno lasciati liberi. I due inscenano un finto combattimento in cui entrambi finiscono a terra stremati. I Cobra, sicuri di essere rimasti senza nessuno in grado di batterli, abbassano la guardia e così Ken e Rei sottraggono Airi e Mamiya dalle grinfie del Grande Padre. |                   |         |
| 29                      | Vivere o morire 「命ごいは遅すぎる! 地獄へ落ちろ牙大王!!」 - Inochigoi wa ososugiru! Jigoku e ochiro Kiba Daiō! – "La sfida terminerà solo con la morte! Quest'epoca non lascia vie di scampo!!" | 16 maggio 1985    |         |
| 29                      | Gogeba, braccio destro del Padre, viene eliminato da Kenshiro dopo aver commesso il grave errore di sputargli sul volto. Dopodiché i restanti membri della famiglia tentano la fuga, ma vengono fermati ed eliminati da Rei. Rimasto solo, il Grande Padre si trova così a fronteggiare Kenshiro, di cui riconosce la grande forza. Decide perciò di ricorrere subito alla sua tecnica più segreta, che gli consente di indurire i propri muscoli rendendoli più duri dell'acciaio; ma l'uomo di Hokuto la vanifica immediatamente agendo sul punto segreto che causa il rilassamento di tutti i muscoli e la distruzione dei nervi e quindi lo rende vulnerabile a ogni altra tecnica ed infine lo finisce. Tornati al villaggio, Ken guarisce Airi e le fa tornare la vista, dopodiché si rivela a Rei dicendogli di essere lui l'Uomo dalle Sette Stelle. Ormai però è chiaro che Ken non è lo stesso che ha rapito Airi e trucidato la famiglia di Rei e quindi c'è qualcuno che si spaccia per lui. Kenshiro però crede di aver capito di chi si tratta. |                   |         |
| 30                      | Combattimento fatale 「宿命はしのびよる! ジャギお前は何者!!」 - Shukumei wa shinobiyoru! Jagi omae wa nanimono!! – "Il destino si avvicina furtivamente! Jagger, tu cosa sei?" | 30 maggio 1985    |         |
| 30                      | Kenshiro racconta a Rei di avere tre fratelli, Raoul, Toki e Jagger, adottati dal vecchio maestro Ryuken per condurli sulla via dell'Hokuto. Ken si mette quindi in marcia da solo e incappa in alcuni soldati che stanno compiendo razzie in una città, costringendo gli abitanti a sadici giochi. Ken viene quindi a scoprire che i soldati sono al servizio di suo fratello Jagger e gli ritorna quindi in mente il periodo in cui i due si allenavano sotto la supervisione del vecchio Ryuken. Sgominati i soldati, Kenshiro si dirige verso il luogo dove si trova Jagger. |                   |         |
| 31                      | Cercando Jagger 「地獄の鉄仮面! 北斗を名のる凶悪なる者よ!!」 - Jigoku no tekkamen! Hokuto o nanoru kyōakunaru mono yo!! – "Maschera di ferro dell'Inferno! Criminale usurpatore del nome di Hokuto!!" | 6 giugno 1985     |         |
| 31                      | Kenshiro incontra due bambini, Aki e Mako, che hanno avuto la sfortuna di incappare in Jagger. Aki aveva infatti tentato di proteggere suo fratello maggiore Mako, gravemente malato, dai soprusi delle truppe di Jagger: il bene voluto al fratello, tanto da essere disposto a sacrificare la propria vita per lui, aveva fatto infuriare Jagger, il quale, premendo un punto di pressione della mente di Mako, lo costringe ad attaccare Kenshiro puntandogli contro una balestra. Kenshiro lo guarisce e promette di sconfiggere Jagger in nome dei due coraggiosi bambini. |                   |         |
| 32                      | Aspetta all'inferno Jagger 「怒拳四連弾! ジャギ地獄で待っていろ!!」 - Doken yonrendan! Jagi jigoku de matteiro!! – "Quattro colpi di rabbia in sequenza! Jagger, ti aspetto all'Inferno!!" | 13 giugno 1985    |         |
| 32                      | Kenshiro, sgominata l'intera banda di Jagger, arriva al cospetto del fratello. Si ritorna quindi al giorno in cui la vera rivalità tra Jagger e Kenshiro iniziò, proprio quando il Maestro Ryuken scelse il giovane Kenshiro come successore della Divina Scuola di Hokuto. Jagger, infatti, appena avuta la notizia sulla scelta del nuovo successore, provò ad interpellare i fratelli Raoul e Toki affinché la decisione di Ryuken venisse modificata, ma non ottenne il risultato sperato. Quindi si recò proprio da Kenshiro, per farlo rinunciare alla successione, attaccandolo, ma Kenshiro reagì con una scarica di pugni, fermandosi proprio all'ultimo colpo, quello che avrebbe dato la morte al fratello. Questo evento fece salire drasticamente l'odio di Jagger nei confronti del fratello minore. Così Jagger si procurò sette ferite su petto per infangare il nome di Kenshiro. Adesso Jagger e Ken si scontrano definitivamente, in cima ad un grattacielo a diverse centinaia di metri di altezza. Jagger, dopo aver provato a colpire Kenshiro con le tecniche di Hokuto, ma soprattutto con le armi, si affida scaltramente alla benzina, con l'intento di bruciare vivo Kenshiro. Dopo aver appiccato il fuoco al combustibile, Jagger rivela al fratello che è stato proprio lui ad istigare Shīn al rapimento di Julia. Tale rivelazione scatena la rabbia di Kenshiro che con un pugno distrugge il soffitto del grattacielo ed elimina il nemico. In punto di morte Jagger dà a Kenshiro la notizia che Toki e Raoul sono ancora vivi. |                   |         |
| 33                      | Il salvatore diabolico 「ここが奇跡の村! 堕天使は舞い降りた!!」 - Koko wa kiseki no mura! Datenshi wa maiorita!! – "Questo è il villaggio dei miracoli! Qui è sceso danzando un angelo decaduto!!" | 27 giugno 1985    |         |
| 33                      | Kenshiro arriva in una città dove si imbatte in un energumeno che gli racconta la sua triste sorte: un uomo che si fa chiamare Toki era giunto nel suo villaggio e, dapprima aveva curato tutti gli abitanti da una terribile malattia, poi aveva iniziato a torturarli e a trasformarli in mostri senza scrupoli, sottoponendoli ad ogni genere di esperimenti. Kenshiro fa la conoscenza del vecchio droghiere Erari, che lo informa che il villaggio in questione è il Villaggio dei Miracoli. Non riuscendo a credere che il suo fratello Toki sia un mostro del genere si incammina verso il villaggio ed affronta nel tragitto Hebi, Kamakiri e Goda, tre uomini modificati che hanno rispettivamente la forza di un serpente, di una mantide e di un orso. Intanto Lynn si mette alla ricerca di Ken da sola, e Rei, Mamiya e Bart decidono di inseguirla. |                   |         |
| 34                      | Il cacciatore di cavie 「トキよ! お前は天使なのか悪魔なのか!!」 - Toki yo! Omae wa tenshi na no ka akuma na no ka!! – "Toki! Sei un angelo o un demonio?" | 4 luglio 1985     |         |
| 34                      | Lynn, perduta in mezzo al deserto in seguito ad una tempesta di sabbia, viene trovata dal giovane Yu, membro di una tribù nomade, che ha udito l'abbaiare del cagnolino Pell. Intanto Gome, fedele luogotenente del crudele Toki, continua a fornire al suo signore delle cavie per i suoi esperimenti. Durante il cammino, Kenshiro incappa proprio in Gome, e nel comandante Hab e il suo scagnozzo Gyūki. Hab sfida Ken a partecipare ad un braccio di ferro contro Gyūki su un tavolo speciale, dove girano delle lame rotanti: chi perde perderà anche l'uso della mano. Ma Ken spezza il braccio di Gyūki, e affronta il comandante Hab, padroneggiatore delle tecniche con il bastone. Kenshiro gli blocca le mani sul bastone, obbligandolo poi a farsi guidare al Villaggio dei Miracoli. Dopodiché elimina Gome, privandolo della sua forza grazie alla pressione su un punto. |                   |         |
| 35                      | Il cambiamento di Toki 「邪悪なる者よ! トキ・お前の心は腐っている!!」 - Jaakunaru mono yo! Toki omae no kokoro wa kusatteiru! – "Essere che mi ostacola! Toki, il tuo cuore è marcito?" | 11 luglio 1985    |         |
| 35                      | Yu si ammala gravemente e i suoi genitori decidono di portarlo nel Villaggio dei Miracoli per farlo guarire da Toki. I tre, insieme a Lynn, arrivano al cospetto di Toki, il quale agisce su un punto di pressione del giovane, facendolo addormentare. Dopodiché chiede come pegno al padre di fare da cavia per i suoi esperimenti. Prima che ciò possa accadere irrompe Kenshiro, condotto nel castello di Toki dal comandante Hab, e non riesce a credere ai suoi occhi, non riesce a credere che Toki sia diventato un tale mostro. Toki elimina comunque il padre di Yu, premendogli un punto di pressione che gli fa coagulare velocemente il sangue, talmente velocemente che le vene si gonfiano ed esplodono. Poi mostra a Ken la cicatrice sulla schiena che si era procurato in passato per salvarlo dalla morte. Ken non ha più dubbi: si tratta proprio di Toki. Kenshiro asserisce di non considerarlo più suo fratello e lo attacca intenzionato ad ucciderlo. |                   |         |
| 36                      | Scambio di persona 「ふりかえる過去はない! ただ悪を憎みトキを撃つ!!」 - Furikaeru kako wa nai! Tada aku o nikumi Toki o utsu!! – "Non hai un passato a cui tornare! Odiando il male tu devi colpire Toki!!" | 18 luglio 1985    |         |
| 36                      | Rei, Mamiya e Bart soggiungono al castello di Toki, dove vengono fermati dalle sue truppe. Rei riconosce il comandante della divisione, Nevada, e comprende tutto. Entrati nel castello al cospetto di Ken e Toki che si stanno scontrando, Rei rivela a Ken la vera identità del crudele assassino: non si tratta del vero Toki, ma di un impostore, Amiba, che insieme a Nevada aveva appreso i rudimenti delle tecniche di Nanto. Umiliato in passato da Toki, Amiba aveva deciso di assumere le sue sembianze per infangare il nome di colui che veniva chiamato e osannato da tutti come il Salvatore. Ken lo affronta con rabbia e lo sconfigge. Prima di morire, Amiba invoca il nome del Re di Hokuto. |                   |         |
| 37                      | Non amarmi Mamiya 「あえて愛を拒む! 死を呼ぶ凶星を背負うがゆえに・・・・!!」 - Aete ai o kobamu! Shi o yobu kyōsei o seou ga yue ni...!! – "Una volta incontrati rifiutano l'amore! Oltre che sopportare il peso della stella della morte devi anche..." | 27 luglio 1985    |         |
| 37                      | Mamiya si mette in viaggio per aiutare Kenshiro a ricongiungersi con Toki. Seguendo una serie di indizi, dopo aver consultato una vecchia veggente, scopre che Toki è imprigionato a Cassandra, ma prima di riuscire a dirlo a Ken viene attaccata da alcuni soldati, il cui capitano ha ricevuto l'ordine di eliminare chiunque cerchi informazioni su Cassandra e in particolare su Toki. Fortunatamente arrivano Ken e Rei, che eliminano i soldati e liberano Mamiya. Il capitano viene costretto da Ken, tramite la pressione su alcuni punti, ad andare a riferire al suo capo che Kenshiro arriverà presto. Il capo di Cassandra, furioso, elimina il suo subordinato con una frusta. |                   |         |
| 38                      | La tragedia di Bella 「蘭山紅拳! 時代は悲しい女を生んだ!!」 - Razan Kurenaiken! Jidai wa kanashii onna o unda! – "Colpo scarlatto della montagna delle orchidee! Quest'epoca ha partorito una donna triste!!" | 1º agosto 1985    |         |
| 38                      | Il possente Wiggle, guardiano e capo della prigione di Cassandra, ordina al suo fedele Targel di provvedere all'eliminazione di Kenshiro. Targel suggerisce quindi di utilizzare una donna, contro la quale Ken non avrà il coraggio di alzare un dito. Chiamano così Bella, una dei prigionieri, successore della Scuola della Montagna Rossa, e le viene imposto di scontrarsi con Kenshiro. La donna però, trovatasi di fronte all'avversario, finisce per arrendersi di fronte alla forza e all'umanità dell'uomo di Hokuto. Targel, furioso, prima le uccide la madre tenuta in ostaggio davanti agli occhi e poi la elimina con il colpo della Croce Nera. Kenshiro la vendica eliminando Targel. |                   |         |
| 39                      | La porta di Cassandra 「凶悪の伝説! カサンドラの門がいま開かれる!!」 - Kyōaku no Densetsu! Kasandora no mon ga ima hirakareru!! – "Si apre ora il cancello della leggenda della stella della morte!!" | 8 agosto 1985     |         |
| 39                      | Ken, Rei e Mamiya arrivano di fronte alla porta di Cassandra, dove si trovano ad affrontare i suoi due giganteschi custodi, Laiga e Fūga. I due sono padroneggiatori del Raggio Luminoso degli Dèi, che fa a pezzi il nemico con dei sottilissimi fili d'acciaio, e sono costretti ad attaccare chiunque si avvicini al portone perché il crudele Wiggle tiene come ostaggio loro fratello Mitsu. Il giovane però decide di sacrificarsi, per permettere a Laiga e Fūga di smettere di combattere e schierarsi dalla parte di Ken. Ken, Rei e Mamiya, aiutati così dai due giganteschi guardiani, irrompono nella prigione di Cassandra. |                   |         |
| 40                      | La vita trionfa sulla morte 「悪党どもに墓標はいらぬ! ここは地獄のカサンドラ!!」 - Akudōdomo ni bohyō wa iranu! Koko wa jigoku no kasandora! – "Gli esseri malvagi non hanno bisogno di tomba! Questa è l'infernale Cassandra!" | 15 agosto 1985    |         |
| 40                      | Kenshiro affronta in un mortale duello il crudele generale di Cassandra, Wiggle, maestro nella tecnica della Doppia Frusta della Scuola Taizan (泰山流双条鞭, Taizan Ryū Sōjō Ben) che usa sia per attaccare, che per immobilizzare l'avversario. Riesce a mettere in difficoltà Ken con la Via dell'Estrema Supremazia Mongola (蒙古覇極道, Mōko Hakyoku Dō) che lo rende un vero e proprio ariete umano. Dopo qualche minuto di defaillance, Ken si riprende e sconfigge Wiggle facendolo finire nella fossa che il nemico aveva fatto scavare per lui. |                   |         |
| 41                      | Uno scontro di 2000 anni 「北斗二千年の悲劇! 拳王の足音が聞こえる!!」 - Hokuto nisennen no higeki! Ken-Ō no ashioto ga kikoeru!! – "Il dramma di 2000 anni di Hokuto! Sento il rumore dei passi del Re di Hokuto!!" | 22 agosto 1985    |         |
| 41                      | Bart e Lynn ripercorrono con la memoria i punti salienti delle varie disavventure che hanno passato: l'incontro con Kenshiro e la disfatta della banda di Zeta, la battaglia contro Shin, la morte di Julia, l'incontro con Mamiya e Rei, la battaglia contro la famiglia Cobra, Jagger e la ricerca di Toki. Dopo un ultimo riepilogo sui fatti avvenuti a Cassandra, Ken, Rei e Mamiya si preparano ad affrontare gli armigeri del Re di Hokuto. |                   |         |
| 42                      | Un incontro difficile 「明日なき世紀末! ケンおまえを待っていた!!」 - Asunaki seikimatsu! Ken omae o matteita!! – "Fine del secolo senza un domani! Ken aspettava solo te!!" | 5 settembre 1985  |         |
| 42                      | Gli arimigeri del Re di Hokuto, capitanati da Zarqa e Qasim, attaccano Ken e gli altri, ingaggiando così nuovamente battaglia. Durante il trambusto, i due capitani si allontanano per andare a eliminare Toki, avendo ricevuto l'ordine di impedire ai due fratelli di Hokuto di incontrarsi. Ken, accortosene, li insegue e li elimina. Intanto, Laiga e Fuga affrontano e sconfiggono il loro maestro, il venerabile Sojin. Ken, Rei e Mamiya giungono nella cella di Toki. |                   |         |
| 43                      | La nuova leggenda 「カサンドラ崩壊! 北斗の神話はぬりかえられた!!」 - Kasandora hōkai! Hokuto no shinwa wa nurikaerareta! – "La distruzione di Cassandra! È stato riscritto il mito di Hokuto" | 12 settembre 1985 |         |
| 43                      | Toki elimina due armigeri con la tecnica del colpo simpatico, e finalmente si ricongiunge al fratello. Ken, Toki, Rei e Mamiya tentano di uscire dalla torre di Cassandra, che si trova sul punto di crollare. Quando tutto sembra finito, però, giungono le truppe kamikaze del Re di Hokuto, il cui capitano, Burg, fa cadere una grande lastra di pietra che potrebbe sigillare l'entrata alla torre: l'intervento tempestivo di Laiga e Fūga, però, impedisce alla lastra di bloccare la porta. Furioso, Burg elimina i due giganti senza pietà. Ken, una volta fuori dalla torre, lo affronta e lascia che un caro amico di Laiga e Fūga vendichi i due infliggendogli il colpo di grazia. La leggenda di Cassandra è finita, e Toki rivela a Ken l'identità del famigerato Re di Hokuto: altri non è che loro fratello Raoul. |                   |         |
| 44                      | La stella della morte 「死兆星輝く! 拳王お前は死をもつかさどるのか!!」 - Shichōsei kagayaku! Ken-Ō omae wa shi o motsukasadoru no ka!! – "Brilla la stella della morte! Re di Hokuto, tu puoi gestire anche la morte?" | 19 settembre 1985 |         |
| 44                      | Dopo la liberazione e distruzione di Cassandra, Ken, Rei, Toki e Mamiya si incamminano verso il villaggio. Toki si accorge che una stella luminosa brilla accanto alla costellazione dell'Orsa maggiore: è la stella della morte, e chiunque riesce a vederla è ormai prossimo alla morte. Non solo lui, ma anche Mamiya riesce a vedere quella stella. Dopo alcuni flashback sul passato di Raoul, dove si vede il maestro Ryuken che fa affrontare Ken e Raoul contro una tigre mostruosa, o dove si esplicita l'amore di Raoul e Toki nei confronti di Julia, Rei scopre che il Re di Hokuto si sta dirigendo verso il proprio villaggio e si avvia di corsa per arrivare prima, mentre Ken salva Mamiya dalle grinfie di Seeker, uno scagnozzo di Raoul. Le truppe del Re però attaccano il villaggio e Bart viene colpito da una freccia. Rei comprende di non essere arrivato in tempo, e, alzando lo sguardo verso il cielo, vede la stella della morte brillare come non mai. |                   |         |
| 45                      | Il coraggio della piccola Lynn 「死神におびえる者よ! リンの熱き心の叫びを聞け!!」 - Shinigami ni obieru mono yo! Rin no atsui kokoro no sakebi o kike! – "Essere che teme il dio della morte! Ascolta il grido dell'ardente cuore di Lynn!" | 26 settembre 1985 |         |
| 45                      | Mentre Ken, Mamiya e Toki affrontano e sconfiggono i Centauri del Re, Bart, ferito ma ancora vivo, avverte Rei del pericolo che sta correndo il villaggio. Lynn mette a repentaglio la propria vita pur di impedire ai soldati di catturare Airi, finendo con l'essere presa e costretta a farsi marchiare a fuoco come segno di sottomissione al Re di Hokuto. Al rifiuto della coraggiosa bambina, i soldati si preparano per giustiziarla, ma il tempestivo arrivo di Rei mette fine alle angherie dei soldati. |                   |         |
| 46                      | La rivolta 「地獄からの叫ぶ声! レイお前は死兆星を見たか!!」 - Jigoku kara no yobu koe! Rei omae wa Shichōsei o mitaka!! – "Voce che urla dall'Inferno! Rei, hai visto la stella della morte?" | 10 ottobre 1985   |         |
| 46                      | Ken, Toki e Mamiya affrontano una vecchia finta barista del Reparto Speciale dei Camaleonti, e una volta sconfitta insieme alla sua divisione, Ken si mette in cammino da solo per raggiungere Rei al villaggio al più presto. Intanto Rei elimina il gigantesco Sputafuoco, colui che aveva fatto marchiare tutti gli abitanti del villaggio e aveva tentato di uccidere Lynn. Ma il coraggio di Lynn ha risvegliato l'ardore nei cuori di Airi e degli altri abitanti, e così tutti si rivoltano contro i soldati del Re. Infine, Raoul fa la sua comparsa a cavallo di Re Nero, e Rei si prepara ad affrontarlo. |                   |         |
| 47                      | La leggenda della paura 「南斗水鳥拳死の舞い! 愛のためオレの命くれてやろう!!」 - Nanto Suichōken shi no mai! Ai no tame ore no inochi kurete yarō!! – "La danza di morte dell'Uccello d'acqua di Nanto! Prendi la mia vita in nome dell'amore!" | 17 ottobre 1985   |         |
| 47                      | Rei intraprende il duello con Raoul, il quale si rifiuta di scendere dal proprio cavallo, ritenendo Rei non abbastanza degno della sua attenzione. Dopo un breve scontro, Rei finisce colpito, ma tuttavia il guerriero di Nanto non muore subito: infatti Raoul, affinché la leggenda della paura del Re di Hokuto si possa ulteriormente ingrandire, lo ha colpito in un modo tale da causargli la morte dopo tre giorni di atroci sofferenze. Kenshiro sopraggiunge al villaggio e ingaggia battaglia con Raoul, ma sembra tutto inutile. |                   |         |
| 48                      | La mossa segreta 「奥義爆裂! 北斗二兄弟の宿命は憎しみをも越えた!!」 - Ōgi bakuretsu! Hokuto nikyōdai no shukumei wa nikushimi o koeta! – "Violenta esplosione di arcani misteri! Supera l'odio del destino dei fratelli di Hokuto!" | 24 ottobre 1985   |         |
| 48                      | Raoul rivela a Ken il nome dell'unico avversario che potrebbe causargli del filo da torcere: Toki, l'unico che Raoul tema veramente. Toki sopraggiunge al villaggio e racconta a Ken la verità sulla morte del padre Ryuken, di come sia morto non per via della malattia che da tempo lo logorava, ma per mano proprio di Raoul. Ken, colmo d'ira, si prepara ad attaccare nuovamente il fratello, ma Toki lo paralizza e lo costringe ad assistere impotente al suo combattimento contro Raoul. Per lungo tempo i due si fronteggiano con stili opposti: violento quello di Raoul, calmo come l'acqua placida quello di Toki. Tuttavia la malattia di Toki lo riduce presto allo stremo e tutto sembra a favore del Re di Hokuto. |                   |         |
| 49                      | Lotta all'ultimo sangue 「史上最強の戦い ラオウVSケン! 死ぬのはきさまだ!!」 - Shijō saikyō no tatakai Raō tai Ken! Shinu no wa kisama da!! – "La battaglia degli uomini più forti di tutta la storia, Raoul contro Ken! Sarai tu a morire!" | 31 ottobre 1985   |         |
| 49                      | Proprio quando Toki si trova sul punto di avere la peggio contro Raoul, finalmente il pianto disperato di Lynn infonde a Ken sufficiente spirito combattivo per liberarsi dalla paralisi di Toki. Lo scontro tra Kenshiro e Raoul è spaventoso e violentissimo: alla fine nessuno dei due riesce a prevalere e Toki li separa, rimandando l'esito ad un prossimo combattimento. Raoul, ferito ed abbandonato dal suo esercito, abbandona il villaggio con la sola compagnia del suo gigantesco cavallo, Re Nero. |                   |         |
| 50                      | Cani sacri 「死の宣告72時間! 死兆星がレイを引きずる!!)」 - Shi no senkoku nanajūnijikan! Shichōsei ga Rei o hikizuru! – "Stella della morte! Ora ti affido la mia vita!" | 7 novembre 1985   |         |
| 50                      | Mamiya, non riuscendo più a sopportare la vista di Rei contorcersi dal dolore, decide di partire per Medicine City per cercare degli antidolorifici. Rei, preoccupato, si mette in cammino per raggiungerla, e Ken lo accompagna. A Medicine City, Gulf, uno sgherro di Raoul che adesso ha preso il comando della città dopo la disfatta del Re di Hokuto, tortura gli abitanti con i propri cani, che ritiene superiori agli esseri umani. Mamiya viene catturata e gettata in pasto ai cani, ma Ken e Rei la raggiungono. |                   |         |
| 51                      | Sacrificio d'amore 「明日なき運命! それでも女は愛を信じる!!」 - Asunaki unmei! Soredemo onna wa ai o shinjiru!! – "Destino senza un domani! Per te le donne credono nell'amore" | 14 novembre 1985  |         |
| 51                      | Mentre Mamiya viene vessata da Gulf e i suoi scagnozzi, sopraggiungono Ken e Rei, che la liberano. Mamiya e Rei si dirigono così nel magazzino centrale della città a cercare il medicinale antidolorifico che potrebbe alleviare i tormenti di Rei, ma devono prima vedersela con Zorige, il guardiano che utilizza sfere di acido come armi. Dopo un breve combattimento, Rei lo sconfigge e Mamiya trova la medicina. Intanto Ken affronta e sconfigge Gulf, il quale, abbandonato pure dal suo fedele cane Siki, implora inutilmente pietà prima di stramazzare al suolo. Ma i guai non sono finiti, infatti Rei nota un tatuaggio sulla schiena di Mamiya, UD, e la donna si decide quindi a rivelare il suo passato, legato ad un uomo chiamato Yuda. |                   |         |
| 52                      | Bellezza crudele 「南斗六聖拳ユダ! 俺は誰よりも美しい!!」 - Nanto Rokuseiken Yuda! Ore wa dare yori mo utsukushii!! – "Yuda delle sei stelle della sacra scuola di Nanto! Non c'è nessuno più bello di me!!" | 21 novembre 1985  |         |
| 52                      | Ken e Rei vengono a conoscenza del terribile passato di Mamiya: la ragazza era stata rapita dal crudele Yuda, discepolo di Nanto, che le aveva ucciso i genitori davanti agli occhi e l'aveva costretta ad una vita di soprusi e umiliazioni. Rei dichiara a Mamiya il suo amore, ma lei fugge gridando che nessuno potrà più amarla. L'uccello bianco di Nanto decide così di dedicare gli ultimi suoi due giorni di vita alla causa di Mamiya, vendicandola e uccidendo Yuda. Accompagnato da Ken, raggiunge il castello del temibile avversario, e subito affronta Dakar, il fedele sottoposto di Yuda. Ken decide di far provare a Dakar lo stesso dolore che prova Rei, e lo condanna così ad atroci sofferenze. Dakar rivela ai due che Yuda non si trova lì, ma in un'altra città. |                   |         |
| 53                      | Le donne rapite 「死兆星迫る!! レイ! 天は残酷に時を刻む!!」 - Shichōsei semaru!! Rei! Ten wa zankoku ni toki o kizumi! – "La stella della morte si avvicina! Rei! Il cielo scandisce il tempo della crudeltà!" | 28 novembre 1985  |         |
| 53                      | Ken e Rei, tentando di raggiungere Yuda nella città di Buldan, incontrano il giovane Nova e i suoi amici, ai quali gli sgherri di Yuda hanno sottratto le donne. I due si offrono di aiutarli e, giunti al cospetto del nemico, affrontano le sue guardie, sconfiggono il capitano Corlem e liberano le ragazze. Tuttavia Yuda non si trova lì, e Rei scopre con rabbia che a Buldan stava soltanto un sosia. Yuda non si era mai mosso dalla città dove Ken e Rei avevano cercato all'inizio. Dakar, credendo di essere stato tradito, attacca Yuda, ma il guerriero di Nanto lo elimina. Intanto per Rei sembra sia scaduto il tempo dei tre giorni. |                   |         |
| 54                      | La grande prova 「愛するマミヤ! その瞳の輝きに死兆星がひそむ!!」 - Aisuru Mamiya! Sono hitomi no kagayaki ni Shichōsei ga hisomu!! – "Mia amata Mamiya! Scorgo nelle tue pupille la stella della morte!!" | 5 dicembre 1985   |         |
| 54                      | Toki propone a Rei di sottoporsi ad un intervento per prolungare la vita di un altro po' di tempo. Toki dovrà però premere lo stesso punto di pressione che venne colpito da Raoul, e il dolore che Rei proverà sarà incontrollabile. Rei accetta, e tra atroci sofferenze sopporta l'acuto dolore, fino a che non sviene. Intanto Yuda invia il suo fido Komak al villaggio per catturare Mamiya per togliere a Rei la possibilità di morire tra le braccia dell'amata. Komak incarica il massiccio Gogen a distrarre Ken, mentre Shikawa rapirà Mamiya. Ma Ken riesce a sconfiggere Gogen, e Rei si riprende in tempo per salvare Mamiya dalle grinfie di Shikawa. |                   |         |
| 55                      | Il volo dell'uccello bianco 「死に行くのかレイ! 今・男はここまで美しい!!」 - Shi ni iku no ka Rei! Ima otoko wa koko made utsukushii!! – "Rei della stella della giustizia! Muori abbracciando l'immagine della persona amata!!" | 12 dicembre 1985  |         |
| 55                      | Yuda giunge al villaggio per riprendersi Mamiya ed uccidere definitivamente Rei, per vendicarsi di un fatto che accadde ai tempi degli allenamenti alla scuola di Nanto: Yuda infatti era rimasto affascinato dalla grazia del volo dell'uccello bianco di Rei, e questa debolezza lo ha portato ad odiare il suo compagno. Lo scontro infuria, ma proprio mentre Rei sembra avere la meglio, Komak fa esplodere la diga e il villaggio viene inondato di acqua mista a sabbia. |                   |         |
| 56                      | Un uomo solo 「美しき拳士レイVSユダ! 男の花道に涙はいらぬ!!」 - Utsukushiki kenshi Rei tai Yuda! Otoko no hanamichi ni namida wa iranu!! – "Rei, il bellissimo combattente, contro Yuda! Non servono lacrime per l'ultimo spettacolo di un vero uomo!" | 19 dicembre 1985  |         |
| 56                      | Kenshiro elimina Komak, e ripristina la diga. Così, Rei si libera dalla presa del fango e si alza in volo. Yuda resta ammaliato di fronte alla bellezza del Volo dello Splendore Bianco e viene trafitto dalle mani di Rei senza nemmeno accorgersene. Negli ultimi istanti di vita, Yuda confessa la sua grande ammirazione per Rei, che considera superiore per bellezza e abilità, e si dice contento di morire fra le sue braccia. Dopodiché Rei, salutata per sempre Mamiya, si allontana da tutti per morire da solo. |                   |         |
| 57                      | La storia dell'uomo immortale 「さらばレイ! 時代は勇者の伝説を語り継ぐ!!」 - Saraba Rei! Jidai wa yūsha no densetsu o kataritsugu!! – "Addio Rei! Il tempo continuerà a raccontare il mito di un vero eroe" | 26 dicembre 1985  |         |
| 57                      | Rei ricorda tutti i momenti trascorsi con Ken e gli altri, dal primo incontro fino alla liberazione di Airi, dalla battaglia contro il Re di Hokuto fino a quella contro Yuda. Alla fine, dopo aver pensato per l'ultima volta alla sua amata Mamiya, Rei muore in pace. Ken e gli altri gli danno l'ultimo addio. |                   |         |
| Capitolo 3 (20 episodi) | |                   |         |
| 58                      | L'esercito di Sauzer 「第3部開始乱世覇道編・南斗乱るる時北斗現われり!!」 - Dai-san-bu kaishi Ransei Hadō Hen Nanto midaruru toki Hokuto arawareri!! – "Quando Nanto si avvia alla distruzione, Hokuto fa la sua comparsa!!" | 9 gennaio 1986    |         |
| 58                      | Ken saluta Mamiya, Toki e gli altri e abbandona il villaggio per percorrere la sua strada e affrontare il suo destino: scontrarsi con i tre restanti discepoli di Nanto. Il primo di questi è Sauzer, crudele e ambizioso, che mira a conquistare il mondo. Kenshiro si imbatte in un plotone del suo esercito, riuscendo facilmente a sconfiggerlo. |                   |         |
| 59                      | Il tempio del potere 「天をおおう暗黒の星! 死闘の果てに時代は動く!!」 - Ten o ōu ankoku no hoshi! Shitō no hate ni jidai wa ugoku!! – "La stella dell'oscurità avvolge il cielo! Quest'epoca cammina verso l'epilogo di mortali battaglie!" | 16 gennaio 1986   |         |
| 59                      | Raoul, ancora non ripresosi totalmente dallo scontro con Ken, giura di affrontare Sauzer un giorno. Il malvagio allievo di Nanto sta raggruppando bambini da ogni parte del regno per far costruire con le loro fatiche un gigantesco mausoleo in suo onore a forma di piramide. Un gruppo di ribelli tenta di fermare Sauzer e liberare i bambini, ma vengono brutalmente eliminati. Ken, giunto in un villaggio senza più bambini, ascolta le parole del vecchio Elder e promette di aiutarli. Dopo un po', Ken si imbatte in un misterioso guerriero che dice di essere uno dei sei discepoli di Nanto, Shu, ma dopo averlo affrontato, comprende che l'avversario non è un nemico. |                   |         |
| 60                      | Sperare nel domani 「南斗白鷺拳シュウ! お前はこの世紀末に何を見るのか!!」 - Nanto Hakuroken Shū! Omae wa kono seikimatsu ni nani o miru no ka!! – "Shu della tecnica dell'Airone Bianco di Nanto! Cosa vedrai durante la fine di questo secolo?" | 23 gennaio 1986   |         |
| 60                      | Kenshiro aiuta Shu e il suo esercito di rivoltosi a liberare un villaggio dagli sgherri di Sauzer. Essendo stati alcuni bambini rapiti, Lynn e Bart si offrono volontari per farsi catturare e portare così nel loro covo: il piano procede bene, i due vengono portati al cospetto del signor Belga in un vecchio stadio di baseball abbandonato. Ken e Shu irrompono e liberano tutti i bambini, uccidendo Belga e i suoi soldati. Ma subito Ken si ricorda di aver già incontrato Shu una volta: quando Ken era ancora un bambino, Shu si era privato della vista per permettergli di sopravvivere ad una prova di combattimento contro la scuola di Nanto. |                   |         |
| 61                      | La luce della vita 「戦場の恋! 時代は愛をも引き裂くのか!!」 - Senjō no koi! Jidai wa ai o mo hikisaku no ka! – "Il campo di battaglia dell'amore! Quest'epoca lacererà anche l'amore?" | 30 gennaio 1986   |         |
| 61                      | Il comandante Garzus, al servizio di Sauzer, elimina un gruppo di ribelli compagni di Shu, capeggiati dal giovane Jay. Ken decide di vendicare Jay e gli altri, portando a Suani Village ciò che i coraggiosi uomini avevano protetto a costo della vita: una lampadina. Ken elimina Garzus e i suoi soldati e porta alla giovane ragazza di Jay, Amy, la lampadina, così che grazie all'elettricità l'intero villaggio possa vivere in maniera migliore. |                   |         |
| 62                      | Il re del mondo 「俺は聖帝サウザー! 愛も情も許さない!!」 - Ore wa seitei Sauzā! Ai mo nasake mo yurusanai! – "Io sono il Sacro Imperatore Souther! Non permetto che esistano amore e amicizia!!" | 6 febbraio 1986   |         |
| 62                      | Nel covo di Shu, i ribelli portano delle scorte di cibo rubate ai soldati di Sauzer. Purtroppo il cibo è avvelenato e il piccolo Ryo si salva solo grazie all'intervento tempestivo di Kenshiro. L'uomo di Hokuto, infuriato, decide di affrontare Sauzer una volta per tutte. Prima combatte contro i due guerrieri Beji e Giji, maestri della tecnica a doppie lame di Nanto, sconfiggendoli dopo un breve scontro, e poi direttamente contro Sauzer. Ma per quanti colpi Ken sferri, Sauzer sembra non accusarne. |                   |         |
| 63                      | Due destini simili 「宿命に挑む小さな勇者! その魂の叫びが天を動かす!!」 - Shukumei ni idomu chiisana yūsha! Sono tamashii no sakebi ga ten o ugokasu! – "Un piccolo eroe sfida il destino! L'urlo di quell'anima fa muovere il cielo!!" | 13 febbraio 1986  |         |
| 63                      | Sauzer sembra imbattibile, detentore di un segreto di cui nessuno è a conoscenza. Ken viene sconfitto e imprigionato, e solo l'intervento di Shiba, figlio di Shu, gli permette di salvarsi. Durante l'evasione però, i soldati di Sauzer se ne accorgono e si lanciano all'inseguimento: Shiba non ci pensa due volte, e armato di dinamite si fa esplodere insieme ai soldati per far fuggire Kenshiro. Ken, stremato e solo, viene raggiunto però da due uomini a cavallo. |                   |         |
| 64                      | La stella di Shu 「血戦シュウVSサウザー! 仁星の涙に愛がおぼれる!!」 - Kessen Shū tai Sauzā! Jinsei no namida ni ai ga oboreru!! – "Battaglia cruenta. Shu contro Souther! L'amore annega nel sangue della Stella della Benevolenza!!" | 20 febbraio 1986  |         |
| 64                      | Kenshiro viene salvato da due uomini inviati da Raoul, viene medicato e trasportato fino alla base di Shu. Ken però ancora non si è ripreso, e quindi Shu decide di metterlo al sicuro insieme a Bart e Lynn in seguito all'attacco del nascondiglio da parte dei soldati di Sauzer. L'airone di Nanto decide di affrontare Sauzer, ma ha la peggio in quanto l'avversario prende dei bambini come ostaggi. L'urlo di disperazione di Shu risveglia Ken, pronto a combattere contro il tiranno. |                   |         |
| 65                      | La piramide della croce 「血の十字稜! シュウ! その涙は俺の心で受けとめよう!!」 - Chi no jūjiryō! Shū! Sono namida wa ore no kokoro de uketomeyō! – "La tomba della Croce di Sangue! Shu! Conserverò le tue lacrime nel cuore!" | 27 febbraio 1986  |         |
| 65                      | Shu viene torturato dai soldati di Sauzer e, alla fine, viene costretto a trasportare la punta del mausoleo fino alla cima della piramide. Con i bambini in ostaggio, Shu è costretto a sopportare il calvario, e nulla sembra impietosire Sauzer, nemmeno la supplica di Rizo, uno dei suoi soldati, ma buon amico di Shu. Intanto, la stella della Benevolenza sembra richiamare i tre fratelli di Hokuto: Kenshiro, Toki, e persino Raoul, si stanno infatti dirigendo alla piramide. |                   |         |
| 66                      | Il futuro ti appartiene 「走れケンシロウ! また一人友が死んで行く!!」 - Hashire Kenshirō! Mata hitori tomo ga shinde iku! – "Corri, Kenshiro! Un altro tuo amico sta morendo!!" | 6 marzo 1986      |         |
| 66                      | Ken, Toki e Raoul giungono tutti e tre assieme alla piramide dove Shu sta per essere sacrificato da Sauzer. Ken tenta di aiutarlo, ma Shu rifiuta: porterà questo fardello da solo. Giunto in cima, viene immobilizzato e colpito dagli arcieri di Sauzer, che ha intenzione di seppellirlo sulla vetta del mausoleo. Ken corre in suo soccorso, e Shu, prima di morire, riacquista la vista, riuscendo così a vedere l'amico per l'ultima volta. Dopodiché, Shu muore, e Kenshiro, sconvolto, maledice Sauzer. |                   |         |
| 67                      | Una vittima dell'amore 「極星激突ケンVSサウザー! 天を守るは我が星一つ!!」 - Kyokusei gekitotsu Ken tai Sauzā! Ten o mamoru waga hoshi hitotsu!! – "L'attacco violento della Stella Polare. Ken contro Souther! Sarà solo la mia stella a proteggere il cielo!!" | 13 marzo 1986     |         |
| 67                      | Kenshiro e Sauzer si scontrano, e il crudele dittatore racconta il suo passato: dopo essere stato adottato dal vecchio maestro Ogai, il giovane di Nanto è stato poi costretto dalla dura legge della sua scuola ad eliminarlo in combattimento per prendere il suo posto. Sauzer ha così per sempre rinunciato all'amore, e dichiara di aver voluto costruire la piramide in onore proprio di Ogai. All'inizio, Sauzer sembra in vantaggio, ma improvvisamente le sorti si capovolgono: Kenshiro ha scoperto il suo segreto. |                   |         |
| 68                      | L'ultimo volo della fenice 「悲しき聖帝サウザー! お前は愛につかれている!!」 - Kanashiki Seitei Sauzā! Omae wa ai ni tsukareteiru! – "Souther, triste Sacro Imperatore! L'amore ti ha stancato!" | 20 marzo 1986     |         |
| 68                      | Sauzer è nato con il cuore in posizione invertita, ciò significa che anche i suoi punti di pressione sono invertiti: questo è il segreto del re di Nanto. Pur facendo uso del suo colpo più potente, la Croce della Fenice, che rende talmente leggeri che non si può essere toccati da alcun corpo fisico, Sauzer viene sconfitto da Kenshiro, che però lo termina con il colpo pietoso di Toki, un colpo che uccide senza recare dolore. In punto di morte Sauzer, al crollo della sua piramide, torna spiritualmente ad essere bambino, morendo abbracciando la salma di Ogai, pregando di accarezzarlo come quando era piccolo. |                   |         |
| 69                      | Sete di dominio 「北斗最強の時代! 遂に動きだした宿命の３兄弟!!」 - Hokuto saikyō no jidai! Tsui ni ugokidashita shukumei no sankyōdai! – "L'era in cui Hokuto è più forte! I tre fratelli scelti dal destino si sono mossi!!" | 27 marzo 1986     |         |
| 69                      | L'episodio mostra tutta la storia di Toki, da quando si allenava con Ryuken e gli altri, fino alla guerra nucleare che lo ha reso malato e infine i suoi sogni di applicare l'Hokuto alla medicina. Intanto, Raoul si sta dirigendo ad affrontare Koryu, colui che si era conteso la successione a Hokuto con Ryuken anni prima, il quale, resosi conto che le loro forze erano pari, decise di arrendersi, lasciare il titolo a Ryuken e ritirarsi in una grotta a fare vita ascetica, in modo da non essere tentato di utilizzare di nuovo la tecnica di Hokuto. |                   |         |
| 70                      | Un re solitario 「もう一つの北斗神拳! ラオウを闇に葬り去れ!!」 - Mō hitotsu no Hokuto Shinken! Raō o yami ni hōmurisare! – "Un altro colpo del Divino Hokuto! Fai sparire Raoul nelle tenebre!!" | 3 aprile 1986     |         |
| 70                      | Raoul, desideroso di scoprire se la ferita infertagli da Kenshiro nel loro primo scontro è completamente guarita, affronta Koryu. Lo scontro si conclude quando Raoul gli infligge la tecnica dei Cento Pugni Distruttivi di Hokuto che, per la sua potenza, gli strappa le mani condannandolo quindi a morte. I figli Zeus e Aus affrontano coraggiosamente Raoul, ma vengono sopraffatti. La determinazione e l'amore fraterno dei due, però, risvegliano i ricordi d'infanzia di Raoul, il quale decide, con un atto di rara umanità, di risparmiarli. Intanto Toki decide di affrontare Raoul. |                   |         |
| 71                      | La morte è di scena 「暴かれた出生の秘密! 天はいたずらに悲劇を好む!!」 - Abakareta shussei no himitsu! Ten wa itazura ni higeki wo konomu!! – "L'esplosiva scoperta del segreto! Al cielo piacciono i drammi inutili!!" | 10 aprile 1986    |         |
| 71                      | Toki e Raoul, accompagnati da Ken, Lynn e Bart, si ritrovano nel luogo dove per la prima volta incontrarono Ryuken. Raoul usa appieno la sua terribile forza ed il suo inesauribile spirito combattivo, Toki gli oppone la sua calma interiore ed i suoi eleganti movimenti che annullano gli affondi di Raoul. Mentre combattono, i due ricordano come sono stati adottati da Ryuken, i loro primi giorni nel dojo di Hokuto, la promessa che si erano scambiati e la sorprendente scoperta, per Raoul, che il fratello aveva anche lui le doti per apprendere l'arte di Hokuto, malgrado il carattere gentile. |                   |         |
| 72                      | Le ultime lacrime 「さらばトキ! 男の涙は一度だけ!!」 - Saraba Toki! Otoko no namida wa ichido dake!! – "Addio, Toki! L'uomo può piangere una sola volta!!" | 17 aprile 1986    |         |
| 72                      | Inaspettatamente, Toki utilizza lo stile violento che ha appreso guardando ed imitando il fratello. Sorpreso, Raoul subisce gli attacchi di Toki e finisce a terra, ma la sua sconfitta è solo apparente. Raoul si rialza ed è in lacrime: ha finalmente capito che il fratello è talmente malato che la sua forza ne è stata compromessa e che, per raggiungere il suo livello, si è colpito in alcuni punti segreti che aumentano la forza fisica ma diminuiscono la durata della vita. Colmo di tristezza, Raoul decide di dare il colpo di grazia al fratello, ma invece, tra lo stupore generale, colpisce con il pugno il terreno, dichiarando che Toki, per lui, è ormai morto. |                   |         |
| 73                      | L'uomo di Sirio 「天狼星の男リュウガ! 俺は乱世に虹をつかむ!!」 - Tenrōsei no Otoko Ryūga! Ore wa ranse ni niji o tsukamu!! – "Ryuga, l'uomo della Stella del Lupo Celeste! Sarò io ad afferrare l'arcobaleno in questo secolo caotico!" | 8 maggio 1986     |         |
| 73                      | Kenshiro giunge in un villaggio dove i crudeli Abida e Gonz, ex soldati del Re di Hokuto, imperversano sugli abitanti di un villaggio usandoli per i loro crudeli divertimenti. Gonz viene ucciso da Kenshiro, Abida da Ryuga, l'uomo di Sirio, cavaliere vestito di bianco che sta cercando di mantenere l'ordine nell'attesa del ritorno di Raoul. Ryuga, allontanatosi da Ken, ritorna al proprio castello proprio nel momento in cui fa il suo ritorno anche il Re di Hokuto, il quale si complimenta con lui per il lavoro svolto in sua assenza. Ryuga ha però una richiesta e chiede al suo re di avere il permesso di affrontare Kenshiro. |                   |         |
| 74                      | Alla ricerca di un nuovo eroe 「地平線を駆ける狼! そこは愛と憎しみの果て!!」 - Chiheisen o kakeru Ōkami Sono wa ai to nikushimi no hate!! – "Il lupo che solca l'orizzonte! Lì sono i confini dell'amore e del dolore!!" | 15 maggio 1986    |         |
| 74                      | Kenshiro arriva in un villaggio dove gli sgherri del Re di Hokuto si divertono a torturare giovani ragazze, riuscendo a riportare la pace. Intanto, Ryuga segue il suo re Raoul nel viaggio attraverso quei villaggi che, durante la sua assenza, sono sfuggiti al suo dominio. Ryuga comprende però che la sua stella, la stella di Sirio, non è adatta per essere una stella regnante e ancora una volta ribadisce la sua intenzione ad affrontare Kenshiro. |                   |         |
| 75                      | Occhi di ghiaccio 「許せ妹よ! 北斗を襲うはわが星の宿命!!」 - Yuruse imōto yo! Hokuto o osou wa waga hoshi no sadame!! – "Perdonami, sorellina! Assalire Hokuto è il mio destino!!" | 29 maggio 1986    |         |
| 75                      | Ryuga studia attentamente il comportamento di Ken e Raoul per capire quale dei due sia degno di essere il signore di fine secolo. Kenshiro affronta e sconfigge Sabato, grasso capitano del Re di Hokuto che ha preso dominio di un villaggio, divorando tutto il cibo che i paesani raccolgono e possiedono, e che aveva ordinato al giovane Jimon di andare a rubare con alcuni suoi coetanei altro da mangiare nei villaggi vicini: se i ragazzi non fossero tornati prima del tramonto, egli avrebbe dato la giovane Mami in pasto ai corvi. Poco dopo, Ken viene attaccato da Ryuga, ma non accetta lo scontro perché non ne capisce il motivo. |                   |         |
| 76                      | Chi sarà il re del mondo? 「吠える狼に鉄拳を今、トキが危ない!!」 - Hoeru Ōkami ni tekken o ima, Toki ga abunai!! – "Colpo di ferro contro il lupo che ulula. Questo tempo è pericoloso!!" | 5 giugno 1986     |         |
| 76                      | Ken, ripreso il suo girovagare, si imbatte in alcuni uomini di Ryuga, tra cui Garo, fedele soldato al servizio dell'uomo di Sirio. Garo mostra a Ken tutta la sua abilità in combattimento, ma la tecnica di Ken è superiore e il guerriero di Hokuto sconfigge l'avversario. Garo, prima di morire, rivela che Ryuga ha deciso di uccidere Toki e si sta dirigendo proprio da lui. Nel frattempo, Ryuga attacca e ferisce Toki, stanco e vicino alla morte, per stimolare la rabbia di Ken. |                   |         |
| 77                      | Il sacrificio 「第3部完結 目ざめよ新時代! 狼の叫びが天を衝く!!」 - Dai-san-bu Kanketsu Mezameyo Shin Jidai! Ōkami no sakebi ga ten o tsuku!! – "Fine della terza parte! Risvegliati, nuova epoca! L'urlo del lupo giunge fino al cielo!" | 12 giugno 1986    |         |
| 77                      | Kenshiro raggiunge Ryuga nel suo castello e, dopo aver sterminato tutti i suoi soldati, si prepara ad affrontare il suo nemico. Dopo un concitato scontro appare Toki morente, che rivela a Ken che Ryuga altri non è che il fratello di Julia. Inoltre, Ryuga aveva già deciso di morire, tant'è che prima del combattimento, si era colpito violentemente all'addome: aveva già compreso che la vera guida in un mondo pieno di tristezza non sarebbe mai stata Roaul, bensì Kenshiro. Infine, Ryuga e Toki spirano insieme. |                   |         |
| Riepilogo (5 episodi)   | |                   |         |
| 78                      | Amore impossibile 「南斗聖拳シン! お前は報われぬ愛に命をかけた!!」 - Nanto Seiken Shin! Omae wa mukuwarenu ai ni inochi o kaketa!! – "Shin della Sacra Scuola di Nanto! Tu hai vissuto un amore non ricambiato!!" | 26 giugno 1986    |         |
| 78                      | Davanti alla pira funebre di Toki, Ken ripensa a tutti i valorosi guerrieri di Nanto da lui incontrati. Con la mente ripercorre tutta la vicenda di Shin, che morì per amore. |                   |         |
| 79                      | L'amicizia 「南斗水鳥拳レイ! 友の為に死んだ男がいた!!」 - Nanto Suichōken Rei! Tomo no tame ni shinda Otoko Gaita!! – "Rei della tecnica dell'Uccello d'Acqua di Nanto! C'è stato un uomo che è morto per un amico!!" | 10 luglio 1986    |         |
| 79                      | Kenshiro, dopo aver ricordato Shin, inizia a pensare al secondo guerriero di Nanto da lui incontrato, ossia Rei, il suo migliore amico. |                   |         |
| 80                      | Eterna leggenda 「南斗紅鶴拳ユダ! その美しき微笑が悲劇を呼ぶ!!」 - Nanto Kōkakuken Yuda! Sono Utsukushiki Hohoemi ga Higeki o Yobu!! – "Yuda della tecnica della Gru Rossa di Nanto! Quel tuo meraviglioso sorriso richiama il dramma!" | 17 luglio 1986    |         |
| 80                      | Dopo Shin e Rei, è il momento di Yuda, il terzo guerriero di Nanto. Ken ripercorre con la mente tutta la storia di Yuda, ossessionato dalla bellezza di Rei. |                   |         |
| 81                      | Il grande cieco 「南斗白鷺拳シュウ! 天はあくまで非情な宿命を課す!!」 - Nanto Hakuroken Shū! Ten wa akumade Hijō na Shukumei o kasu!! – "Shu della tecnica dell'Airone Bianco di Nanto! Il cielo compie fino in fondo un grande destino!" | 24 luglio 1986    |         |
| 81                      | Kenshiro ripensa al caro vecchio amico Shu, coraggioso e leale, che lo ha aiutato nella battaglia contro Souther. |                   |         |
| 82                      | Il dittatore 「聖帝サウザー! お前は愛深きゆえに愛におぼれる!!」 - Seitei Sauzā! Omae wa ai fukaki yū ni ai ni oboreru!!" – "Sacro Imperatore Souther! Portavi nel tuo cuore un amore profondo e sei affogato nell'amore!" | 30 luglio 1986    |         |
| 82                      | Kenshiro, dopo aver ripercorso con la memoria le vicende di Shin, Rei, Yuda e Shu, ripensa infine al grande e malvagio imperatore Souther. |                   |         |
| Capitolo 4 (27 episodi) | |                   |         |
| 83                      | Tortura disumana 「第4部最終章 ラオウ死すべし! 伝説が恐怖に変わる!!」 - Dai-yon-bu Saishūshō Raō shi subeshi! Densetsu ga Kyōfu ni Kawaru!! – "Raoul deve morire! La leggenda muta in terrore!" | 7 agosto 1986     |         |
| 83                      | Kenshiro giunge in un villaggio dove il crudele Bugal, sottoposto di Raoul, tortura la popolazione sottraendole l'acqua, che usa per i suoi numerosi bagni. Kenshiro arriva in tempo per impedire la morte di alcuni paesani, come il vecchio Elder, e per eliminare il crudele tiranno. Ken comprende che finché Raoul resterà in vita, molte persone non smetteranno mai di soffrire. Intanto, il sesto guerriero di Nanto fa la sua prima mossa. |                   |         |
| 84                      | La brigata del vento 「南斗の逆襲! 風の旅団よ最後の将を守れ!!」 - Nanto no gyakushū! Kaze no Ryodan yo Saigo no Shō o mamore!! – "Il contrattacco di Nanto! Brigata del vento, proteggi l'ultimo generale!" | 14 agosto 1986    |         |
| 84                      | Entra in scena Hyui, il figlio del vento, il quale, per ordine del sesto generale di Nanto, inizia a liberare alcuni villaggi dagli uomini di Raoul. Intanto, Kenshiro si intrufola in un campo di arruolamento per l'esercito del Re di Hokuto, dove alcuni giovani ragazzi sono stati portati con la promessa di una vita agiata. Qui Kenshiro affronta e sconfigge il gigantesco cyborg Glenn, e infine il capo, Lord David, che, compresa la forza del nemico, si dà alla fuga. Proprio in quel momento fa la sua comparsa Hyui, il quale, eliminato David, si presenta a Kenshiro. |                   |         |
| 85                      | La notte degli echi 「死闘への序幕! 風の男ヒューイの叫びが天にこだます!!」 - Shitō e no jomaku! Kaze no otoko Hyūi no sakebi ga ten ni kodamasu!! – "Primo atto verso la battaglia mortale! L'urlo di Hyui, l'uomo del vento, riecheggia nel cielo!" | 21 agosto 1986    |         |
| 85                      | Hyui e Kenshiro si affrontano in un breve scontro, dopodiché il guerriero del vento, assicuratosi della bontà e della forza di Ken, se ne va augurandosi di reincontrarlo presto. Kenshiro, ripreso il suo girovagare insieme a Lynn e Bart, salva una donna e il suo bambino Misha dalle grinfie di due soldati del Re di Hokuto. Hyui, intanto, incontra ed affronta Raoul, ma viene sconfitto con un colpo solo. Suo fratello Chon, che ha il compito di riferire quanto accaduto al sesto generale di Nanto, riesce ad adempire il suo dovere per poi spirare subito dopo. |                   |         |
| 86                      | L'armata delle fiamme rosse 「燃える真紅の軍団! 炎の涙がシュレンをぬらす!!」 - Moero Shinku no Gundan! Honō no namida ga Shuren o merasu!! – "Brucia l'Esercito Rosso! Lacrime di fuoco bagnano Shuren!" | 28 agosto 1986    |         |
| 86                      | Rihaku del Mare, dopo la morte di Hyui, invita Shuren delle Fiamme a farsi avanti per continuare il compito di proteggere il sesto guerriero di Nanto dal Re di Hokuto. Kenshiro, Bart e Lynn, intanto, incontrano il capitano Morgan, uomo di Raoul che ha una folle attrazione per la propria automobile, tant'è che fa distruggere il veicolo di Bart perché il ragazzo aveva osato sorpassarlo nel deserto. Bart però riesce a vendicarsi, facendo saltare in aria l'amata vettura del crudele capitano. Intanto, Shuren si prepara ad affrontare Raoul in persona. |                   |         |
| 87                      | Il mostro della montagna 「危うし五車星! 遂にラオウが炎をも突き破った!!」 - Oyaushi Goshasei! Tsuini Raō ga honō o mo tsuki yabutta!! – "Le cinque stelle sono in pericolo! Raoul ha oltrepassato anche il fuoco!" | 4 settembre 1986  |         |
| 87                      | Mentre Shuren affronta Raoul, Kenshiro, insieme a Bart e Lynn, continua il suo girovagare. I tre fanno la conoscenza di un gigantesco individuo dopo averlo salvato dall'attacco di alcuni sgherri del Re di Hokuto. Il gigante, riconoscente, decide di seguire Ken e gli altri. Nel frattempo, Shuren sferra il suo attacco micidiale, ma Raoul, senza nemmeno scendere da cavallo, lo immobilizza e lo elimina senza pietà. |                   |         |
| 88                      | La giusta condanna 「五車星ケンシロウに接近! フドウお前は何者!!」 - Goshasei Kenshiro ni Sekkin! Fudō omae wa nanimono!! – "Le cinque stelle si avvicinano a Kenshiro! Fudo, tu chi sei?" | 11 settembre 1986 |         |
| 88                      | Ken, Lynn, Bart e il gigante raggiungono un villaggio dove fanno la conoscenza di un uomo che, avendo la figlia malata, si sta dirigendo da lei per darle da mangiare delle uova, che, contenendo proteine, potrebbero farla stare meglio. Nel tragitto l'uomo viene assalito ed eliminato dai banditi della banda di Kogure. Kenshiro, furioso, sgomina la banda: il gigante, vedendo la forza di Ken, decide di rivelare la sua identità, Fudo della Montagna, al servizio del sesto guerriero di Nanto. Nel frattempo Rihaku, venuto a conoscenza della morte di Shuren, decide di contattare Juza delle Nuvole. |                   |         |
| 89                      | I briganti del re 「風雲急を告ぐ! ケン、宿命が南斗の都で待っている!!」 - Fū'unkyū o tsugu! Ken, shukumei ga Nanto no Miyako de matte iru! – "Nubi nere si profilano all'orizzonte! Ken, il destino ti attende nella capitale di Nanto!" | 25 settembre 1986 |         |
| 89                      | Juza non sembra interessato ad ubbidire agli ordini di Rihaku, trascorrendo piuttosto le sue giornate insieme alle donne. Il guerriero della Nuvola è solito infatti salvare le belle ragazze dalle grinfie dei banditi, come il gigantesco Numeri ed il vecchio Ego, trafficante di fanciulle, per poi portarle al suo castello come concubine, ma trattandole con estremo riguardo e gentilezza. Nel frattempo, Ken, Fudo, Lynn e Bart, in cammino per incontrare il sesto guerriero nella città di Nanto, affrontano e sgominano un gruppo di briganti che si fingevano soldati del Re di Hokuto per intimorire i viandanti. |                   |         |
| 90                      | L'ultimo guerriero 「俺は雲のジュウザ! 時の流れに身を任す!!」 - Ore wa Kumo no Jūza! Toki no nagare ni mi o makasu!! – "Io sono Juza la Nuvola! Mi occupo dello scorrere del tempo!" | 16 ottobre 1986   |         |
| 90                      | Raoul decide di volgere verso la città di Nanto, sicuro che Juza, l'unico che potrebbe rallentare il suo passo, non si farà vivo per insubordinazione a Rihaku. Fudo, appresa da due sue spie la decisione di Raoul, incita Ken e gli altri a sbrigarsi ad arrivare prima del Re di Hokuto, ma il gruppo viene fermato dal capitano Jacob e l'esercito delle lunghe lance, che farà perdere loro diverso tempo. Intanto, gli uomini di Rihaku tentano in tutti i modi di convincere Juza ad adempire il suo compito, soprattutto dopo aver riconosciuto le sue abilità vedendolo affrontare il campione Geruka, un bandito che voleva riprendersi le fanciulle a lui sottratte. |                   |         |
| 91                      | La legge è uguale per tutti 「雲いぜん動かず! 遂に仮面の将が素顔を見せた!!」 - Kumo izenu ugokasu! Tsuini Kamen no Shō ga sugao o miseta!! – "Come sempre le nuvole non si muovono! Il generale mascherato ha mostrato completamente il suo volto!" | 23 ottobre 1986   |         |
| 91                      | Ken, Fudo, Lynn e Bart giungono in un villaggio dove il perfido Dolphi, dandosi arie di grande democratico amico del popolo, in realtà vessa la popolazione al pari degli altri comandanti del Re di Hokuto: Kenshiro lo affronta, eliminandolo insieme al suo sgherro Zenda. Intanto, Tou, figlia di Rihaku, intrufolatasi nel castello di Juza, seduce e cattura il guerriero, portandolo al cospetto del sesto generale di Nanto, il quale gli mostra la sua vera identità. Juza, improvvisamente, decide di ubbidire ai suoi ordini e proteggerlo al costo della propria vita. |                   |         |
| 92                      | Nessuno fermerà Juza 「よみがえった雲のジュウザ! 俺はラオウを恐れない!!」 - Yomigaetta Kumo no Jūza! Ore wa Raō o osorenai!! – "Juza la Nuvola è risorto! Io non temo Raoul!" | 30 ottobre 1986   |         |
| 92                      | Kenshiro, Fudo, Bart e Lynn, giunti in prossimità della città di Nanto, riescono grazie ad uno stratagemma ad oltrepassare l'unico ponte per attraversare il confine presidiato dalle truppe del Re di Hokuto, sotto il comando del crudele Baruda. Frattanto, Juza, accompagnato dai suoi fedeli compagni e amici, raggiunge Raoul e lo attacca, distruggendogli l'elmo. Raoul, riconosciuto il valore dell'avversario, decide di scendere da cavallo per uno scontro alla pari. |                   |         |
| 93                      | Due giorni di attesa 「対決ジュウザVSラオウ! 今無敵伝説に終止符を!!」 - Taiketsu Jūza tai Raō! Ima muteki densetsu ni jūshifu o!! – "Scontro finale. Juza contro Raoul! Verrà ora posto un sigillo alla leggenda dell'invincibilità!" | 6 novembre 1986   |         |
| 93                      | Mentre Juza affronta Raoul, riuscendo apparentemente a metterlo in difficoltà, il gruppo di Kenshiro raggiunge un grande svincolo autostradale abbandonato presidiato da Jumoni, guerriero ossessionato dalla realizzazione di un record personale di uccisioni: ha già ucciso 9.999 uomini e Kenshiro sarà il decimillesimo. Alla fine dello scontro, sarà proprio Jumoni la decimillesima vittima, uccidendosi da solo. Infine, Juza sottrae Re Nero a Raoul e fugge con i suoi uomini, lasciando il Re di Hokuto infuriato per essere stato preso in giro. Juza comprende che Raoul è troppo forte, e per permettere a Ken di raggiungere la città di Nanto prima del fratello dovrà tenere impegnato l'avversario per due giorni. |                   |         |
| 94                      | La grande forza dell'amore 「フドウ絶対絶命! 急げケン、男は友を見すてない!!」 - Fudō zettaizetsumei! Isoge Ken, otoko wa tomo o misutenai!! – "La battaglia disperata di Fudo! Sbrigati, Ken, un uomo non abbandona mai un amico!" | 13 novembre 1986  |         |
| 94                      | Mentre Juza pensa ad un piano per affrontare Raoul, il Re di Hokuto invia tutto il suo esercito, al comando del generale Zaku, per arrestare l'avanzata di Kenshiro. Fudo decide di rimanere ad affrontare da solo l'esercito, riuscendo ad annientarlo dopo un duro combattimento. Allora il perfido Hiruka dell'armata di Raoul decide di architettare un piano per fermare Fudo, rapendo Dani e Jiro, due dei bambini adottivi di Fudo della Montagna. Fudo, per salvarli, cade nella trappola di Hiruka e sprofonda in un'enorme distesa di sabbie mobili. |                   |         |
| 95                      | Due sguardi innocenti 「非情の砂地獄! 死するフドウに救いの手は届くのか!!」 - Hijō no suna jigoku! Shisuru Fudō ni sukoi no te wa todoku no ka!! – "Disumana trappola mortale! Riuscirà la mano che vuole aiutarlo a raggiungere il moribondo Fudo?" | 20 novembre 1986  |         |
| 95                      | Fudo, nel tentativo di salvare Danji e Jiro, finisce inevitabilmente con lo sprofondare insieme a loro nelle sabbie mobili. L'intervento tempestivo di Kenshiro però, avvertito dal piccolo Kan sul pericolo che i bambini stavano correndo, riesce a riportare la pace. Hiruka viene sconfitto e Fudo non può fare a meno di pensare che Kenshiro possa essere realmente colui che salverà il mondo. Intanto, Juza decide di riportare Re Nero a Raoul ed affrontare il nemico una volta per tutte. |                   |         |
| 96                      | La grande vallata 「ジュウザ倒る! 俺は命を捨てても愛する女を守ろう!!」 - Jūza taoru! Ore wa inochi o sutete mo aisuru onna o mamorō!! – "Juza è sconfitto! Anche se dovessi perdere la vita continuerò a proteggere la donna amata!" | 27 novembre 1986  |         |
| 96                      | Juza affronta Raoul in un ultimo disperato scontro, utilizzando con tutto se stesso il suo colpo segreto, ma Raoul comprende il segreto del suo attacco e riesce a sconfiggerlo con un potente colpo. Juza, ormai ridotto in fin di vita, decide di usare le sue ultime forze per spezzare il braccio dell'avversario, ma Raoul glielo impedisce e, prima di dargli il colpo di grazia, lo obbliga a rivelargli l'identità del sesto generale di Nanto. Intanto, Fudo racconta a Kenshiro la verità: l'ultimo generale di Nanto è Julia, la donna che Ken ha sempre amato. |                   |         |
| 97                      | Corsa verso la libertà 「さらばユリア! 強き男は死しても愛を語らず!!」 - Saraba Yuria! Tsuyoki otoko wa shishite mo ai o katarazu!! – "Addio, Julia! Un uomo forte non parla d'amore neanche quando sta morendo!" | 4 dicembre 1986   |         |
| 97                      | Fudo racconta a Ken che Julia è sopravvissuta proprio perché salvata dalle cinque forze di Nanto, che avevano avvisato Shin che Raoul era pazzamente innamorato di lei e che stava arrivando per rapirla, così, pur a malincuore, Shin aveva deciso di fingere pubblicamente la morte di Julia, affidandola invece segretamente alla loro protezione. Intanto, Juza, che fino all'ultimo si rifiuta di rivelare il nome del sesto generale, muore tra l'ammirazione di Raoul, che però ha intuito ormai che dietro alla maschera del sesto guerriero si nasconde Julia. |                   |         |
| 98                      | I due fratelli 「ゆれる南斗の都! 遂に北斗２兄弟がやってきた!!」 - Yureru Nanto no Miyako! Tsuini Hokuto Nikyōdai ga yattekita!! – "La capitale di Nanto trema! I due fratelli di Hokuto sono arrivati!" | 11 dicembre 1986  |         |
| 98                      | Rihaku del Mare racconta a sua figlia Tou l'intera storia di Raoul, da come sia stato adottato da Ryuken insieme al fratello Toki fino al drammatico scontro con quest'ultimo. Intanto, sia Ken che il Re di Hokuto raggiungono la capitale di Nanto e, dopo tanto tempo, i due si incontrano di nuovo. Raoul, che ormai ha capito l'identità del sesto generale, dichiara che Julia è sua e che Ken non riuscirà in alcun modo a portargliela via. |                   |         |
| 99                      | La figlia del mare 「悲しき五車星! お前は愛と宿命をひきずる女!!」 - Nakashiki Goshasei! Omae ai to shukumei o hikizuru onna!! – "La tristezza delle cinque stelle! Tu sei la donna che trascina l'amore e il destino!" | 18 dicembre 1986  |         |
| 99                      | Raoul entra nel castello di Julia, mentre Ken si trova costretto ad affrontare i ninja combattenti dell'esercito del Re di Hokuto. Raoul raggiunge il sesto generale, ma sotto la maschera si nasconde Tou, la figlia di Rihaku del Mare, sostituitasi a Julia per permetterle di scappare. Tou rivela a Raoul il suo amore per lui, che prova da quando era bambina, ma al rifiuto d'amore di Raoul, la donna si toglie la vita. Raoul non capisce, dicendo che Tou avrebbe dovuto combattere per conquistare il suo amore anziché uccidersi, e proclama che se Julia lo respingerà egli la ucciderà. |                   |         |
| 100                     | L'ultimo segreto 「究極の奥義無想転生! ラオウ、遂にお前を追いつめた!!」 - Kyūkyoku no ōgi Musō Tensei! Raō, Tsuini omae o oitsumeta!! – "Siamo alla fine! Raoul, ti ho messo con le spalle al muro!" | 25 dicembre 1986  |         |
| 100                     | Kenshiro, che ha la possibilità di incontrare Julia, decide di andare a combattere Raoul, rimandando l'incontro con la donna amata a quando avrà sconfitto il suo nemico. Raoul intanto affronta Rihaku, ma il Re di Hokuto è più forte e lo sconfigge. Prima che riesca a dargli il colpo di grazia, interviene Kenshiro, che ingaggia con il fratello un crudele scontro. Ben presto Raoul comprende che la forza di Ken è incrementata, in quanto adesso il fratello ha appreso la tecnica del Musou Tensei (trasmigrazione attraverso Satori in italiano), ultimo segreto di Hokuto che permette di richiamare in sé gli spiriti e le tecniche dei grandi avversari sconfitti in passato. Raoul adesso è impietrito dalla paura. |                   |         |
| 101                     | Una lotta interminabile 「ラオウ倒れ野望果てるか？ しかし天はまたよろめいた!!」 - Raō taore yabō hateru ka? Shikashi ten wa matayoromeita!! – "La fine di Raoul e della sua ambizione? Il cielo esita ancora una volta!!" | 8 gennaio 1987    |         |
| 101                     | Raoul è irriconoscibile, tanto è terrorizzato dalla tecnica formidabile di Ken. Dopo aver pensato al passato, Raoul decide di attaccare con tutte le sue forze l'avversario, tentando il tutto per tutto. Ma proprio quando i due stanno per darsi il colpo decisivo, Raoul fa scattare per sbaglio una trappola che Rihaku aveva preparato in precedenza e la stanza del castello esplode. Il Re di Hokuto precipita nella stanza sottostante e, con grande gioia, scopre che in quella stanza si trova Julia! Presa con sé Julia, se ne va dalla città a cavallo di Re Nero. Intanto, Ken riporta un ferito Rihaku dai suoi soldati, che apprendono che Kenshiro è divenuto cieco dopo l'esplosione. |                   |         |
| 102                     | Il gigante indeciso 「迷える巨人ラオウ! 俺は愛など信じない!!」 - Mayoeru kyojin Raō! Ore wa ai nado shinjinai!! – "L'esitazione del gigante Raoul! Io non credo nell'amore!" | 15 gennaio 1987   |         |
| 102                     | Kenshiro, seppur cieco, si mette alla ricerca di Julia e Raoul, sicuro che lo spirito di Shu lo aiuterà in questo viaggio. Intanto Raoul, ancora in preda alla paura per la forza di Ken, decide di esorcizzare questa paura affrontando l'unico guerriero che gli abbia incutito timore durante la sua giovinezza, ovvero Fudo della Montagna. Mentre Kenshiro affronta Yado e la sua banda di motociclisti dell'esercito del Re di Hokuto, Raoul raggiunge Fudo nel suo villaggio, dove si trovano anche Bart, Lynn e gli altri bambini del guerriero di Nanto. |                   |         |
| 103                     | I dolci occhi del diavolo 「悪魔の挑戦状! フドウ、愛する者のために鬼となれ!!」 - Akuma no Chōsenjō! Fudō, aisuru mono no tame ni oni tonare!! – "Lettera di sfida dal diavolo! Fudo, diventa un demone per aiutare le persone che ami!" | 22 gennaio 1987   |         |
| 103                     | Raoul e Fudo ripensano a quando il guerriero della Montagna era un terribile predone denominato Fudo il Diavolo. Il suo modo di essere cambiò però dopo l'incontro con la giovane Julia, che gli si parò davanti per difendere una cucciolata di cani: da allora le giurò eterna fedeltà divenendo una delle cinque forze di Nanto. Intanto Ken, raggiunto il castello di Raoul, apprende che Julia è stata portata altrove e che il Re di Hokuto sta affrontando Fudo. Fudo decide di indossare di nuovo la sua armatura "da diavolo" e inizia un crudele ed intenso combattimento con Raoul. Raoul è talmente risoluto che traccia un solco per terra e ingiunge ai suoi uomini di colpirlo con una enorme balestra se indietreggerà oltre quella linea. |                   |         |
| 104                     | Bambini del futuro 「やさしき勇者フドウ! その涙は熱き心を呼びさます!!」 - Yasashiki yūsha Fudō! Sono namida wa atsuki kokoro o yobisamasu!! – "Fudo, l'eroe gentile! Quelle lacrime chiamano a gran voce un cuore ardente!" | 29 gennaio 1987   |         |
| 104                     | Fudo combatte contro Raoul, il quale, dopo averlo messo al tappeto per più volte e Fudo rialzatosi ogni volta, trova negli occhi del suo avversario ed in quelli dei suoi figli adottivi la stessa tristezza che ha visto negli occhi di Kenshiro. Ciò lo intimorisce a tal punto da indietreggiare oltre la linea da lui stesso tracciata. I suoi soldati, però, trasgredendo all'ordine, colpiscono a morte Fudo invece di Raoul con quattro colpi di balestra. Kenshiro, arrivando di corsa dopo aver affrontato alcuni monaci di montagna, giunge in tempo per vedere Fudo per l'ultima volta. |                   |         |
| 105                     | Stelle per sempre 「南斗慈母星を守れ! たとえ五車の生命果てるとも!!」 - Nanto Jibosei o mamore! Tatoe Gosha no inochiha terutomo!! – "Proteggete la misericordiosa madre della Stella del Sud! Anche se è la fine dei cinque astri in cerchio di Nanto!!" | 5 febbraio 1987   |         |
| 105                     | L'episodio racconta tramite sequenze di episodi passati le vicende delle cinque forze di Nanto: Hyui, Shuren, Juza, Fudo e Rihaku, unico sopravvissuto dei cinque protettori di Julia. |                   |         |
| 106                     | Vivrai per sempre nel mio cuore 「悪夢におびえるラオウ! ユリア、もうお前しかいない!!」 - Akumu ni obieru Raō! Yuria, mō omae shikainai!! – "Raoul teme il diavolo! Julia, ormai resti solo tu!" | 12 febbraio 1987  |         |
| 106                     | Al castello Raoul è sull'orlo della follia e infierisce sui suoi uomini, che iniziano ad abbandonarlo. Al culmine della disperazione, Raoul viene fulminato da una rivelazione: per assorbire la stessa tristezza di Kenshiro lui, che non ha mai avuto legami con nessuno a parte Toki, deve uccidere l'unica donna che abbia mai amato, Julia. Raoul è riluttante, ma la stessa Julia lo asseconda, mettendosi addirittura di spalle perché Raoul non sia esitante guardandola negli occhi. Alla fine il sacrificio avviene, ed il palcoscenico per l'ultima, decisiva battaglia è pronto: Re Nero accompagna Ken nel luogo dello scontro finale con Raoul. |                   |         |
| 107                     | Nessuno li fermerà 「決戦場は北斗練気闘座! もう誰も奴らをとめられない!!」 - Kessen jō wa Hokuto Renkitōza! Mō dare mo yatsura o merarenai!! – "Il luogo della battaglia decisiva è dove le energie si scontrano senza sosta! Ormai nessuno può riuscire a fermarli!" | 19 febbraio 1987  |         |
| 107                     | Lo scontro tra Kenshiro e Raoul è sconvolgente: entrambi adesso hanno la padronanza di tutti i segreti di Hokuto e quindi solo il loro spirito combattivo deciderà chi avrà la vittoria. Mentre combattono, Kenshiro confessa a Raoul che è sempre stato lui l'esempio che avrebbe voluto seguire e che, se non fosse stato ottenebrato dalla sete di potere, lui e Toki si sarebbero volentieri fatti indietro per designarlo come successore. Rihaku, Bart e Lynn assistono sbalorditi al colossale scontro. |                   |         |
| 108                     | La stella della morte 「さらば北斗２兄弟! いま２人は愛と哀しみの果てに!!」 - Saraba Hokuto Nikyōdai! Ima futari wa ai to kanashime hate ni!! – "Addio, fratelli di Hokuto! Ora voi due siete ai limiti dell'amore e della tristezza!" | 26 febbraio 1987  |         |
| 108                     | Ken ha la meglio e colpisce a morte Raoul. A quel punto si rende conto che Julia non è morta, ma che in realtà Raoul le aveva donato il suo spirito per contrastare la malattia che la stava uccidendo. La tristezza di Julia aveva fatto capire a Raoul che mai la violenza di cui era stato sempre portatore avrebbe potuto dare ordine al mondo, pur essendo stata necessaria per far terminare le barbarie del dopo olocausto. Il Re di Hokuto, con un ultimo gesto di sfida, alza il braccio al cielo ed emette tutta la sua energia combattiva, diradando le nubi che incombevano: ormai il mondo è pronto per una nuova era di pace e Ken e Julia si allontanano a cavallo di Re Nero. |                   |         |
| 109                     | Promemoria 「最終章完 いま語ろう! 北斗２０００年の歴史!!」 - Saishūshō Kan Ima katarō! Hokuto nisen nen no rekishi!! – "Kenshiro, il successore di duemila anni della Divina Scuola di Hokuto!" | 5 marzo 1987      |         |
| 109                     | L'episodio riassume tutte le vicende della prima serie, dalla caccia a Shin fino allo scontro finale con Raoul. La serie si conclude con l'immagine di Bart e Lynn che guardano Ken e Julia allontanarsi a cavallo di Re Nero, augurandosi di vederli ritornare presto. |                   |         |